# Liste der Biografien/Mach
Liste der Biografien |
Portal Biografien |
Personensuche
# |
A |
B |
C |
D |
E |
F |
G |
H |
I |
J |
K |
L |
M |
N |
O |
P |
Q |
R |
S |
T |
U |
V |
W |
X |
Y |
Z |
?
 
Ma |
Mb |
Mc |
Md |
Me |
Mf |
Mg |
Mh |
Mi |
Mj |
Mk |
Ml |
Mm |
Mn |
Mo |
Mp |
Mq |
Mr |
Ms |
Mt |
Mu |
Mv |
Mw |
Mx |
My |
Mz
 
Maa |
Mab |
Mac |
Mad |
Mae |
Maf |
Mag |
Mah |
Mai |
Maj |
Mak |
Mal |
Mam |
Man |
Mao |
Map |
Maq |
Mar |
Mas |
Mat |
Mau |
Mav |
Maw |
Max |
May |
Maz
 
Maca |
Macb |
Macc |
Macd |
Mace |
Macf |
Macg |
Mach |
Maci |
Mack |
Macl |
Macm |
Macn |
Maco |
Macp |
Macq |
Macr |
Macs |
Mact |
Macu |
Macv |
Macw |
Macy |
Macz
Die Liste der Biografien führt alle Personen auf, die in der deutschsprachigen Wikipedia einen Artikel haben. Dieses ist eine Teilliste mit 446 Einträgen von Personen, deren Namen mit den Buchstaben „Mach“ beginnt.

## Mach
- Mach One (* 1979), deutscher Rapper
- Mach, Achol Jok (* 1983), südsudanesische Aktivistin and Technik-Unternehmerin
- Mach, Alexander (1902–1980), slowakischer Politiker und Journalist
- Mach, Annalena (* 1995), luxemburgische Volleyballspielerin
- Mach, David (* 1956), schottischer Bildhauer
- Mach, David (* 2000), deutscher Nordischer Kombinierer
- Mach, Edmund (1846–1901), österreichischer Agrikulturchemiker
- Mach, Edmund (1929–1996), österreichischer Lyriker
- Mach, Edmund von (1870–1927), deutsch-amerikanischer Kunsthistoriker, Hochschullehrer und Autor
- Mach, Erich (1915–2006), deutscher Politiker (CDU), MdA Berlin
- Mach, Ernst (1838–1916), österreichischer Physiker, Philosoph und WissenschaftstheoretikerErnst Mach (1838–1916)

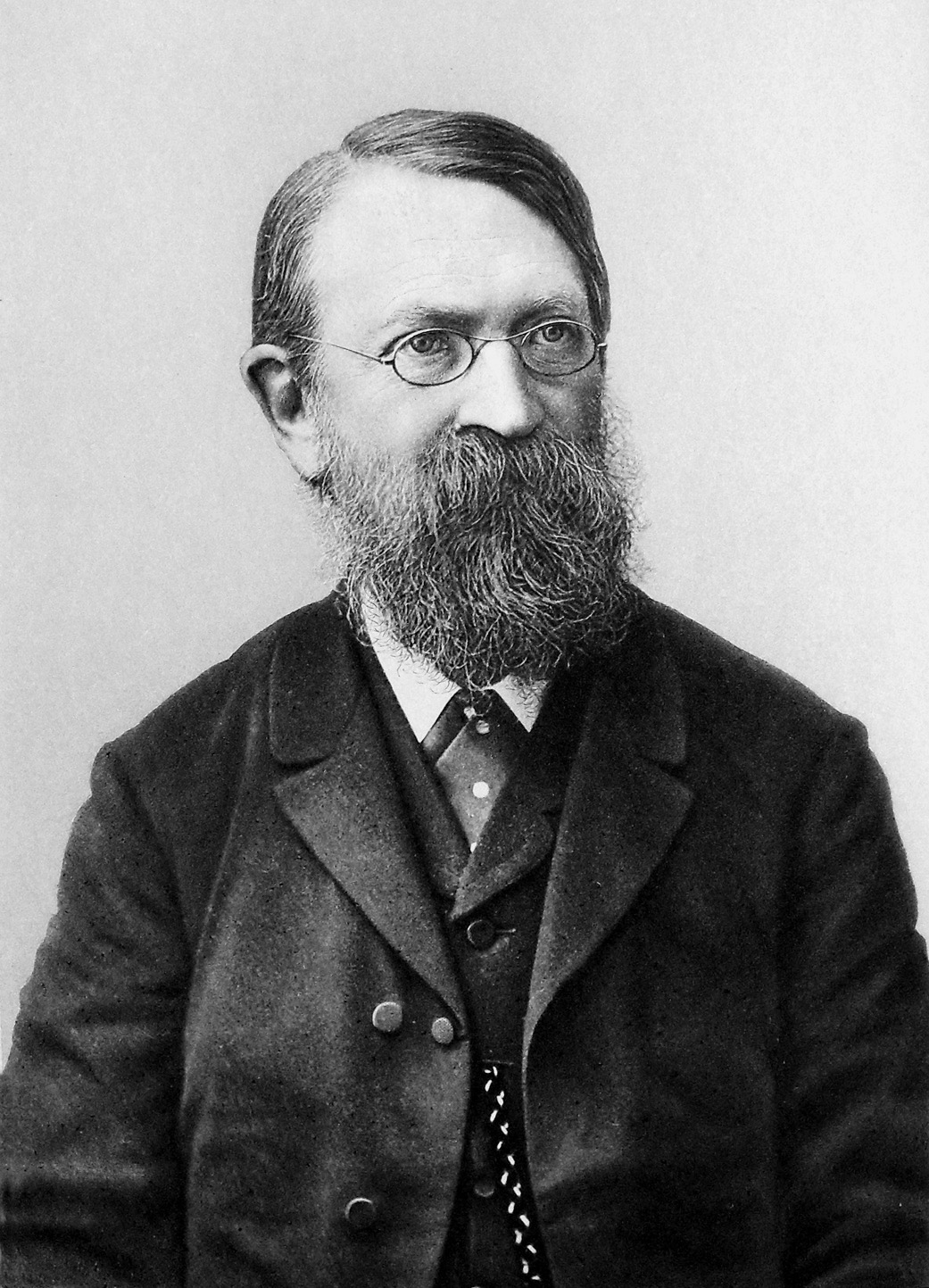
Ernst Mach (1838–1916)

- Mach, Felix (1868–1940), deutscher Agrikulturchemiker
- Mach, Franz (1845–1917), böhmisch-österreichischer Schriftsteller und Synodalrat der altkatholischen Kirche in Österreich
- Mach, Gerard (1926–2015), polnischer Leichtathlet
- Mach, Hildegard von (1873–1950), deutsche Malerin
- Mach, Johann (1934–1999), deutscher Orthopäde und Hochschullehrer in Rostock
- Mach, Josef (1883–1951), tschechischer Lyriker, Journalist und Übersetzer
- Mach, Josef (1909–1987), tschechischer Drehbuchautor, Schauspieler und Filmregisseur
- Mach, Konstantin (1915–1996), deutscher Benediktinerpater
- Mach, Ludwig (* 1868), Erfinder
- Mach, Petr (* 1975), tschechischer Politiker
- Mach, Rudolf (1922–1981), tschechischer Orientalist
- Mach, Simon (* 2002), deutscher Nordischer Kombinierer
- Mach, Viktor (1932–2004), österreichischer Fußballspieler

### Macha
- Macha, Christoph (* 1986), deutscher Dramaturg und Bühnenregisseur
- Macha, Detlef (1958–1994), deutscher Radrennfahrer
- Macha, Hildegard (* 1946), deutsche Pädagogin und Genderforscherin
- Macha, Jürgen (1949–2014), deutscher Literaturwissenschaftler
- Mácha, Karel (* 1931), tschechisch-deutscher Geschichtsphilosoph und Anthropologe
- Mácha, Karel Hynek (1810–1836), tschechischer Dichter der RomantikKarel Hynek Mácha (1810–1836)

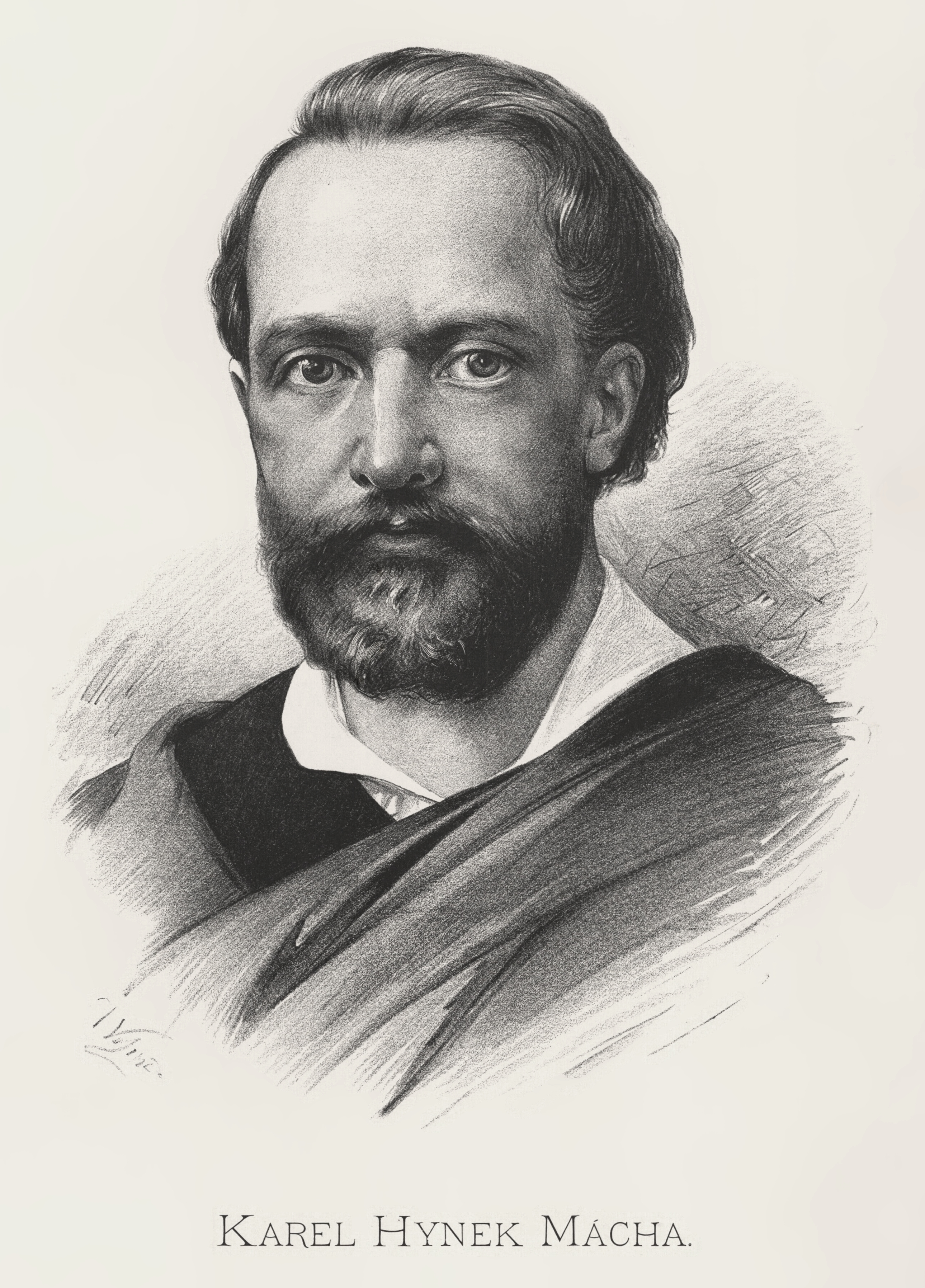
Karel Hynek Mácha (1810–1836)

- Mácha, Otmar (1922–2006), tschechischer Komponist
- Mácha, Vítězslav (1948–2023), tschechoslowakischer Ringer
- Machabeus, Johann († 1557), schottischer Reformator und evangelischer Theologe
- Machač, Oldřich (1946–2011), tschechoslowakischer Eishockeyspieler
- Machac, Peter (* 1939), österreichischer Schauspieler und Moderator
- Macháč, Tomáš (* 2000), tschechischer TennisspielerTomáš Macháč (* 2000)

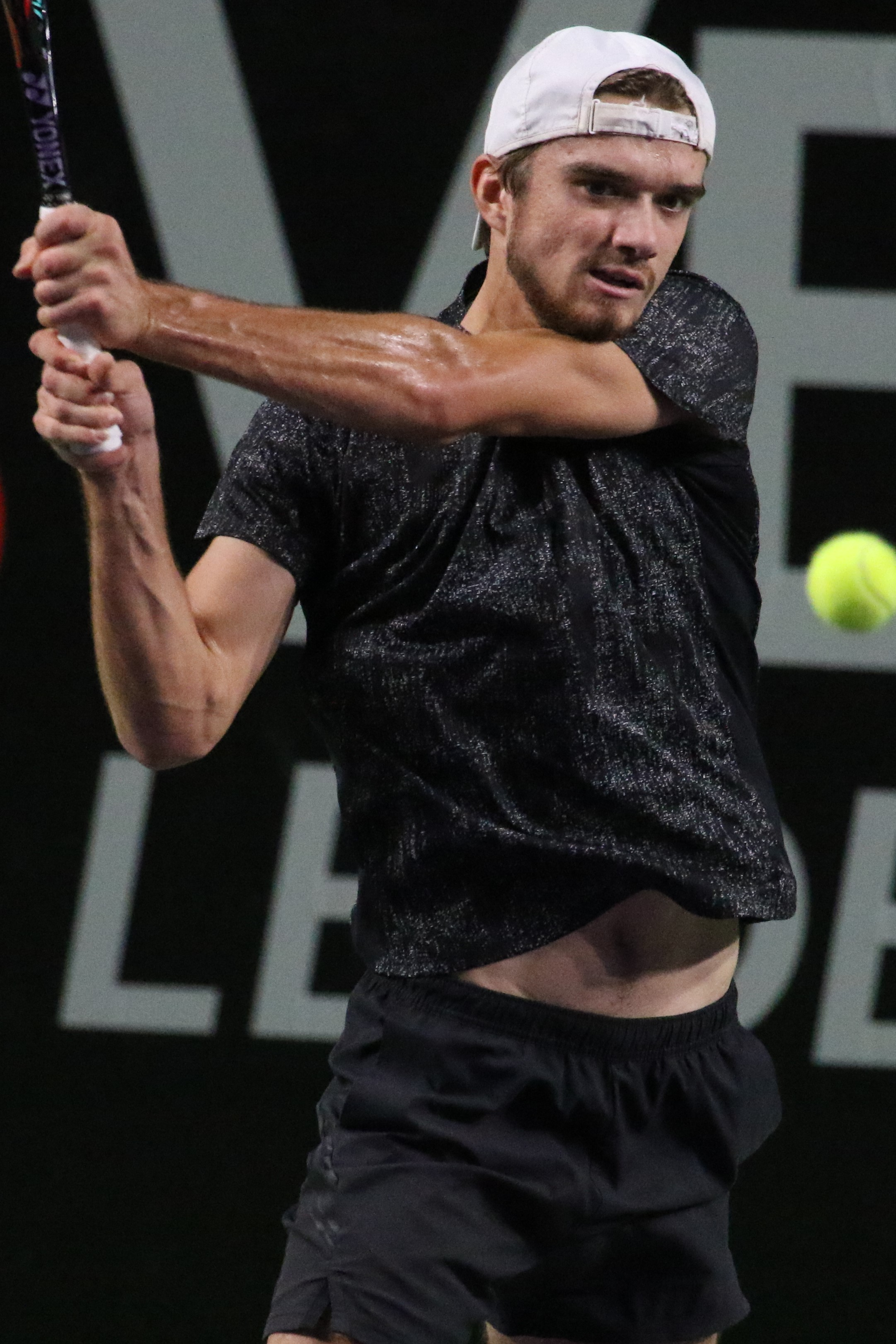
Tomáš Macháč (* 2000)

- Machacek, Alex (* 1972), österreichischer Jazzmusiker
- Machacek, Herbert (* 1949), österreichischer Politiker (FRANK), Landtagsabgeordneter
- Macháček, Jiří (* 1966), tschechischer Schauspieler, Sänger und Songwriter
- Machacek, Rudolf (1927–2014), österreichischer Jurist und Verfassungsrichter
- Machacek, Spencer (* 1988), kanadischer Eishockeyspieler
- Machach, Zinédine (* 1996), französischer Fußballspieler
- Machačka, Josef (1913–1980), tschechischer und tschechoslowakischer Politiker (KPTsch)
- Macháčková-Riegerová, Věra (1919–2017), tschechische Germanistin und Übersetzerin
- Machacón, Humberto (* 1989), kolumbianischer Volleyballspieler
- Machačová, Jarmila (* 1986), tschechische Radrennfahrerin
- Machaczek, Bettina (* 1962), deutsche Politikerin (CDU), MdHB
- Machaczek, Eduard Joseph (1815–1893), deutscher katholischer Geistlicher und Publizist
- Machado Agüero, Salvador, nicaraguanischer Politiker
- Machado Ambrósio, Jefferson Victor (* 1997), brasilianischer Fußballspieler
- Machado da Silva, Wálter (1940–2020), brasilianischer Fußballspieler
- Machado de Castro, Joaquim (1731–1822), portugiesischer Bildhauer
- Machado de Macedo, Ramon (* 1991), brasilianischer Fußballspieler
- Machado de Souza Rosa, Ailton (* 1994), brasilianischer Fußballspieler
- Machado de Souza Rosa, Allan (* 1994), brasilianischer Fußballspieler
- Machado dos Santos, Thiago (1976–2005), brasilianischer Triathlet
- Machado Marques, Roger (* 1975), brasilianischer Fußballspieler und -trainer
- Machado Rebmann, Simone (* 1969), Schweizer Politikerin
- Machado Soares, Fernando (1930–2014), portugiesischer Fado-Interpret
- Machado Souto, Eugênio (* 1948), brasilianischer Fußballspieler und -trainer
- Machado Teixeira, Eduardo Antônio (* 1993), brasilianischer Fußballspieler
- Machado Ventura, José Ramón (* 1930), kubanischer Politiker und Militär; Vizepräsident des Staatsrates
- Machado, Adán (* 1955), uruguayischer Fußballspieler und -trainer
- Machado, Adelmo Cavalcante (1905–1983), brasilianischer Geistlicher, römisch-katholischer Erzbischof von Maceió
- Machado, Adolfo (* 1985), panamaischer Fußballspieler
- Machado, Alberto (* 1990), puerto-ricanischer Boxer
- Machado, Aldana (* 1998), uruguayische Leichtathletin
- Machado, Alicia (* 1976), venezolanische Schauspielerin und Miss Universe 1996
- Machado, Ana Maria (* 1941), brasilianische Schriftstellerin, Journalistin und Malerin
- Machado, Anésia Pinheiro (1904–1999), brasilianische Pilotin
- Machado, Antonio (1875–1939), spanischer LyrikerAntonio Machado (1875–1939)

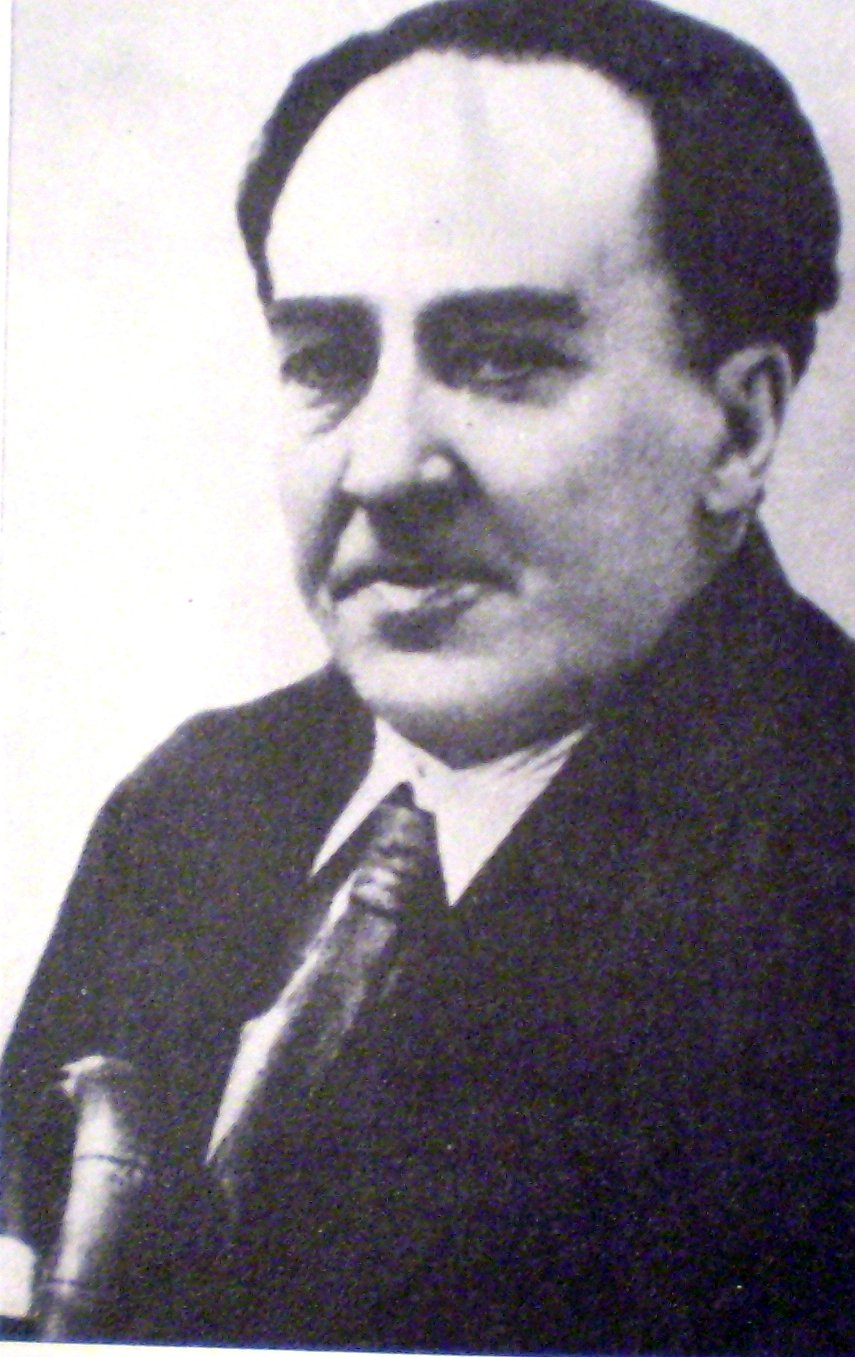
Antonio Machado (1875–1939)

- Machado, António Cardoso Caldas (* 1958), osttimoresischer Politiker
- Machado, António Ginestal (1874–1940), portugiesischer Gymnasialprofessor, Politiker und Premierminister
- Machado, Arthur (1909–1997), brasilianischer Fußballspieler
- Machado, Augusto (1845–1924), portugiesischer Opern- und Operettenkomponist
- Machado, Bernardino (1851–1944), portugiesischer Politiker aus der Zeit der ersten Republik
- Machado, Bryan (* 1993), uruguayischer Fußballspieler
- Machado, Carlos (* 1980), spanischer Tischtennisspieler
- Machado, Celso (* 1953), brasilianischer Gitarrist und Komponist
- Machado, Cristian (* 1974), brasilianischer Metal-Sänger
- Machado, Deiver (* 1993), kolumbianischer Fußballspieler
- Machado, Fabiano (* 1986), brasilianischer Automobilrennfahrer
- Machado, Félix (* 1972), venezolanischer Boxer im Superfliegengewicht
- Machado, Felix Anthony (* 1948), indischer Geistlicher und emeritierter römisch-katholischer Erzbischof ad personam von Vasai
- Machado, Fernando (* 1979), uruguayischer Fußballspieler
- Machado, Filipe (1984–2016), brasilianischer Fußballspieler
- Machado, Gastón (* 1986), uruguayischer Fußballspieler
- Machado, Gerardo (1871–1939), kubanischer Präsident und DiktatorGerardo Machado (1871–1939)

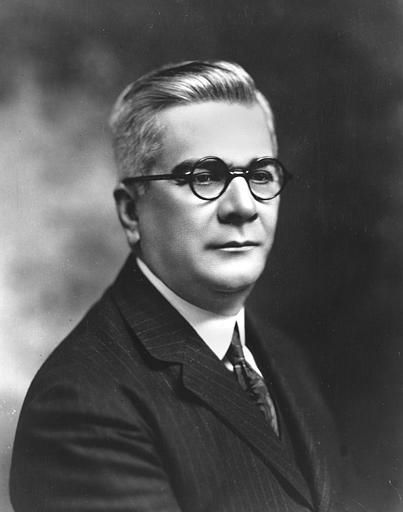
Gerardo Machado (1871–1939)

- Machado, Gilberto, uruguayischer Fußballspieler
- Machado, Honorio (* 1982), venezolanischer Radrennfahrer
- Machado, Hugo (1923–2015), uruguayischer Radrennfahrer
- Machado, Jean-Marie (* 1961), französischer Jazzpianist und Komponist
- Machado, João Aguiar (* 1959), portugiesischer Diplomat
- Machado, José Pedro (1914–2005), portugiesischer Romanist, Arabist und Lexikograf
- Machado, Juan Francisco, spanischer Gouverneur von Trinidad
- Machado, Juan Pablo, französischer Künstler
- Machado, Justina (* 1972), US-amerikanische SchauspielerinJustina Machado (* 1972)

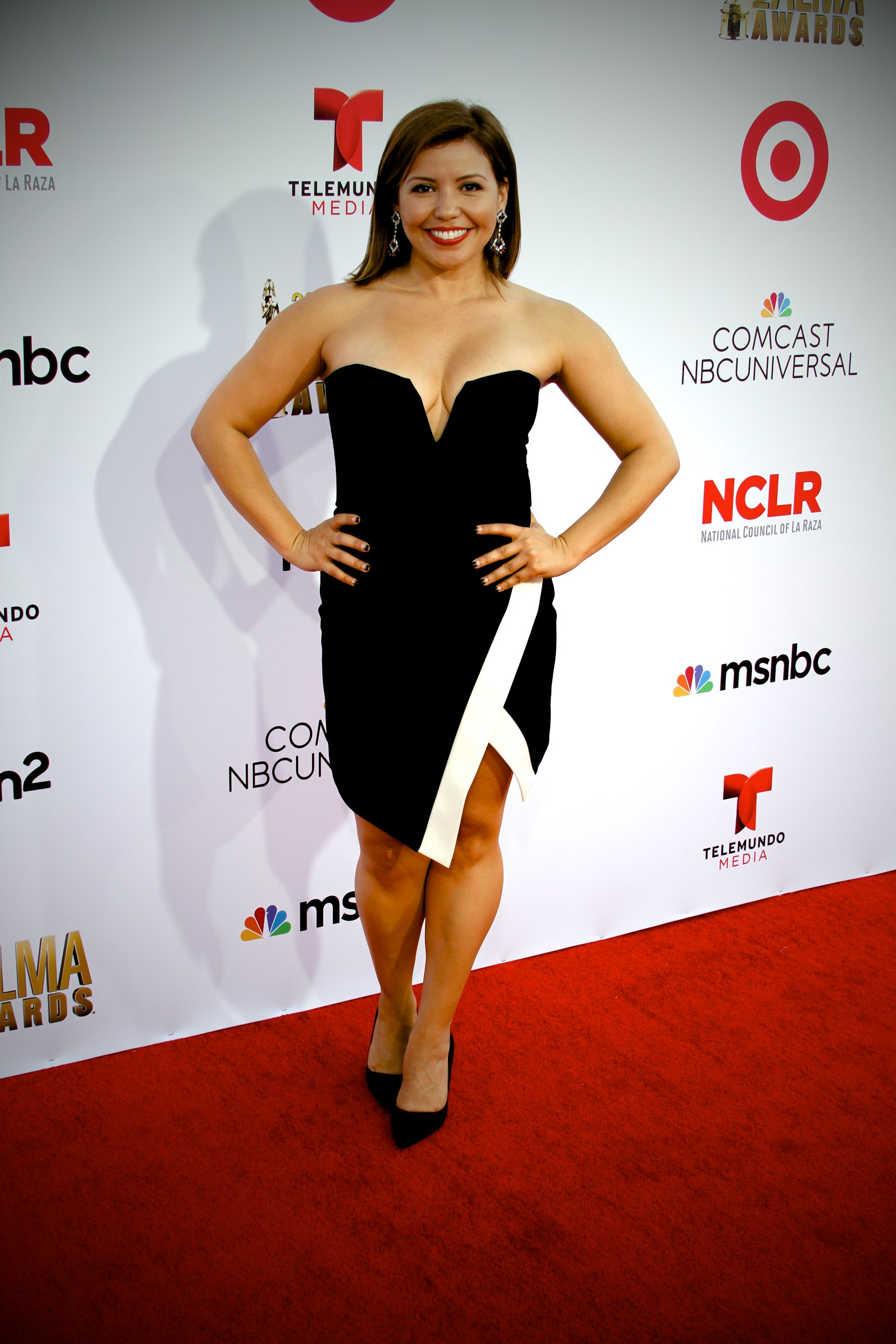
Justina Machado (* 1972)

- Machado, Keno (* 2000), brasilianischer Boxer
- Machado, Luis (* 1991), uruguayischer Fußballspieler
- Machado, Luz (1916–1999), venezolanische Autorin
- Machado, Maíla (* 1981), brasilianische Hürdenläuferin
- Machado, Manuel (1874–1947), spanischer Dichter
- Machado, Manuel Chuanguira (1950–2023), mosambikanischer Geistlicher, römisch-katholischer Bischof von Gurué
- Machado, Marcelo (* 1975), brasilianischer Basketballspieler
- Machado, María Corina (* 1967), venezolanische Politikerin
- Machado, Maria Manuela (* 1963), portugiesische Langstreckenläuferin
- Machado, Mariana (* 2000), portugiesische Mittel- und Langstreckenläuferin
- Machado, Marina (* 1972), brasilianische Sängerin
- Machado, Mario (1935–2013), chinesisch-amerikanischer Schauspieler, Fernseh- und Radio-Reporter
- Machado, Narciso A., uruguayischer Politiker
- Machado, Nicolás (* 1997), uruguayischer Fußballspieler
- Machado, Paulo (* 1986), portugiesischer Fußballspieler
- Machado, Paulo Francisco (* 1952), brasilianischer Geistlicher, römisch-katholischer Bischof von Uberlândia
- Machado, Paulo Sérgio (1945–2024), brasilianischer Geistlicher, römisch-katholischer Bischof von São Carlos
- Machado, Peter (* 1954), indischer Geistlicher, römisch-katholischer Erzbischof von Bangalore
- Machado, Rodrigo (* 1996), uruguayischer Fußballspieler
- Machado, Roseli (1968–2021), brasilianische Leichtathletin
- Machado, Rui (* 1984), portugiesischer Tennisspieler
- Machado, Scott (* 1990), amerikanisch-brasilianischer Basketballspieler
- Machado, Tiago (* 1985), portugiesischer Radrennfahrer
- Machado, Vera Lúcia (* 1946), brasilianische Diplomatin
- Machado, Vinicius (* 1982), brasilianischer Schauspieler
- Machado, William (* 1994), uruguayischer Fußballspieler
- Machaidze, Nika (* 1972), georgischer Regisseur und Musiker
- Machaín, Facundo (1845–1877), paraguayischer Politiker
- Machaín, Gustavo (* 1965), uruguayischer Fußballspieler und Trainer
- Machairitsas, Lavrentis (1956–2019), griechischer Sänger und Komponist
- Machaj, Mateusz (* 1989), polnischer Fußballspieler
- Machajdík, Peter (* 1961), slowakischer Komponist
- Machajew, Michail Iwanowitsch († 1770), russischer Zeichner, Grafiker und Kartograph
- Machajski, Jan Wacław (1866–1926), polnischer Anarchist
- Machala, Oldřich (* 1963), tschechischer Fußballspieler und Fußballtrainer
- MacHale, Dominic, irischer Schauspieler
- MacHale, Gareth (* 1980), irischer Rallyefahrer
- Machálek, Jozef (* 1948), schwedisch-slowakischer Mittel- und Langstreckenläufer
- Machałek, Marzena (* 1960), polnische Politikerin, Mitglied des Sejm
- Machalet, Tanja (* 1974), deutsche Politikerin (SPD), MdLTanja Machalet (* 1974)

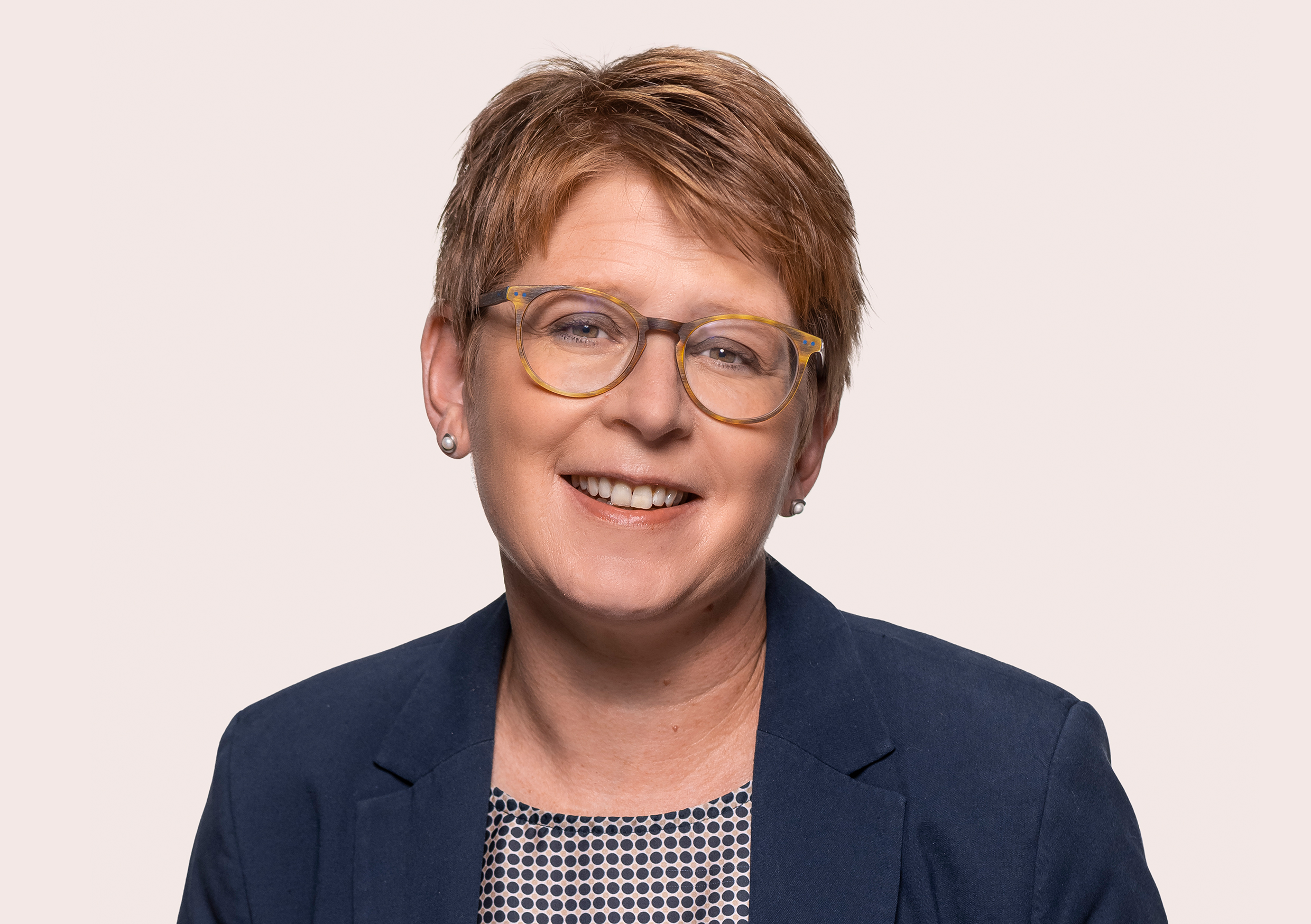
Tanja Machalet (* 1974)

- Machalett, Walther (1901–1982), deutscher Laienforscher und Vertreter einer rechtsesoterischen Szene mit rassistischem Gedankengut
- Machalica, Piotr (1955–2020), polnischer Schauspieler
- Machalissa, Birgit (* 1956), österreichische Schauspielerin
- Machalová, Sabina (* 1997), tschechische Tennisspielerin
- Machambetow, Timur Schadgirowitsch (* 1992), russischer Biathlet
- Machan, Derek (* 1974), US-amerikanischer Komponist, Pianist und Musikpädagoge
- Machan, James (* 1939), US-amerikanischer Komponist, Organist, Kirchenmusiker und Musikpädagoge
- Machan, Tibor R. (1939–2016), US-amerikanischer Philosoph
- Macháně, Jiří (1940–2023), tschechischer Kameramann
- Machar, irischstämmiger christlicher Mönch und Missionar
- Machar, Josef Svatopluk (1864–1942), tschechischer Dichter, Prosaist, Satiriker, Publizist, Politiker
- Machar, Riek (* 1952), sudanesischer PolitikerRiek Machar (* 1952)

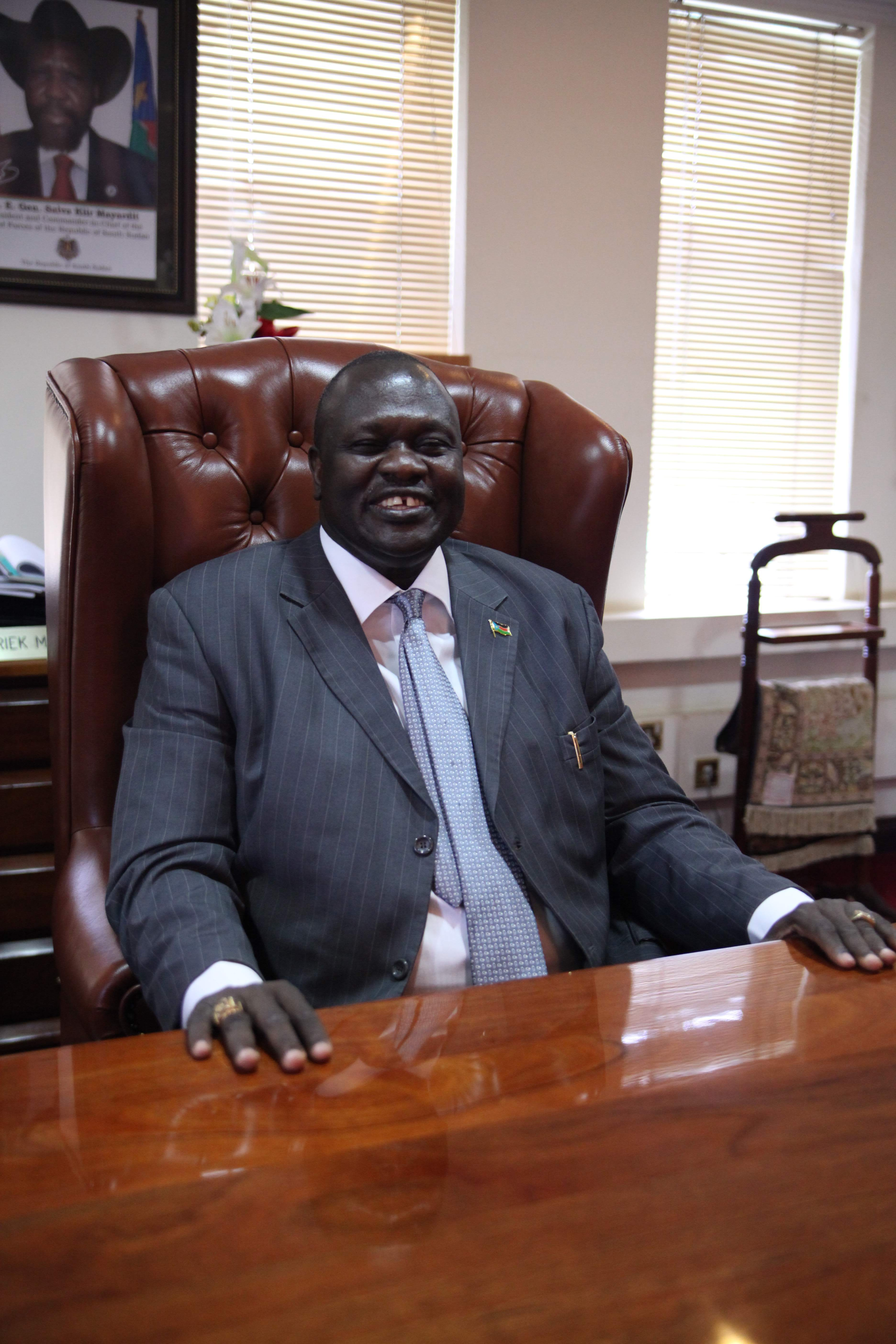
Riek Machar (* 1952)

- Macharadse, Philipp (1868–1941), georgischer bolschewistischer Revolutionär und Regierungsbeamter
- Machard, Jules Louis (1839–1900), französischer Historien- und Porträtmaler
- Macharia, James Mwangi (* 1984), kenianischer Langstreckenläufer
- Macharski, Christian (1969–2020), deutscher Kabarettist und Autor
- Macharski, Franciszek (1927–2016), polnischer Geistlicher, Erzbischof und KardinalFranciszek Macharski (1927–2016)

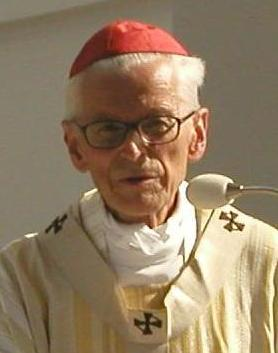
Franciszek Macharski (1927–2016)

- Machart, Julie (* 1989), französische Fußballspielerin
- Macharzina, Klaus (* 1939), deutscher Ökonom und Hochschullehrer
- Machát, Antonín (1880–1967), tschechischer Schriftsteller, Druckereibesitzer und Funktionär
- Machat, August († 1876), deutscher Rittergutsbesitzer und Parlamentarier
- Machata, Karol (1928–2016), slowakischer Schauspieler
- Machata, Manuel (* 1984), deutscher Bobsportler
- Machatadse, Georgi Alexandrowitsch (* 1998), russischer Fußballspieler
- Machate, Fritz (1916–1999), deutscher Fußballspieler und -trainer
- Machate, Gottlieb (1904–1974), deutscher Schachspieler
- Machatschek, Alois (1928–2014), österreichischer Architekt, Hochschullehrer und Denkmalpfleger
- Machatschek, Der, österreichischer Liedermacher und Musikkabarettist
- Machatschek, Fritz (1876–1957), österreichischer Geograph (Physische Geographie, Geomorphologie)
- Machatschek, Holger (1939–2023), deutscher Kanute und Buchautor
- Machatschki, Felix (1895–1970), österreichischer Mineraloge und Hochschullehrer
- Machatý, Gustav (1901–1963), tschechischer Filmschauspieler und -regisseur
- Machauer, Kaspar († 1838), kurpfälzischer und badischer Beamter
- Machauf, Ignaz (1881–1942), österreichisches Opfer der Shoa
- Machauf, Kurt (* 1926), österreichisches Opfer der Shoa
- Machault d’Arnouville, Jean Baptiste de (1701–1794), französischer Generalkontrolleur der Finanzen (1745–1754)
- Machava, Creve Armando (* 1996), mosambikanischer Hürdenläufer
- Machava, Paulo (1954–2015), mosambikanischer Journalist
- Machavariani, Gia (* 1985), georgischer Gewichtheber
- Machavela, Esperança (* 1956), mosambikanische Juristin, Diplomatin und Politikerin
- Machaze Nhangumbe, Januário (* 1934), mosambikanischer Geistlicher, emeritierter römisch-katholischer Bischof von Pemba

### Machb
- Machbuba († 1840), äthiopische SklavinMachbuba († 1840)

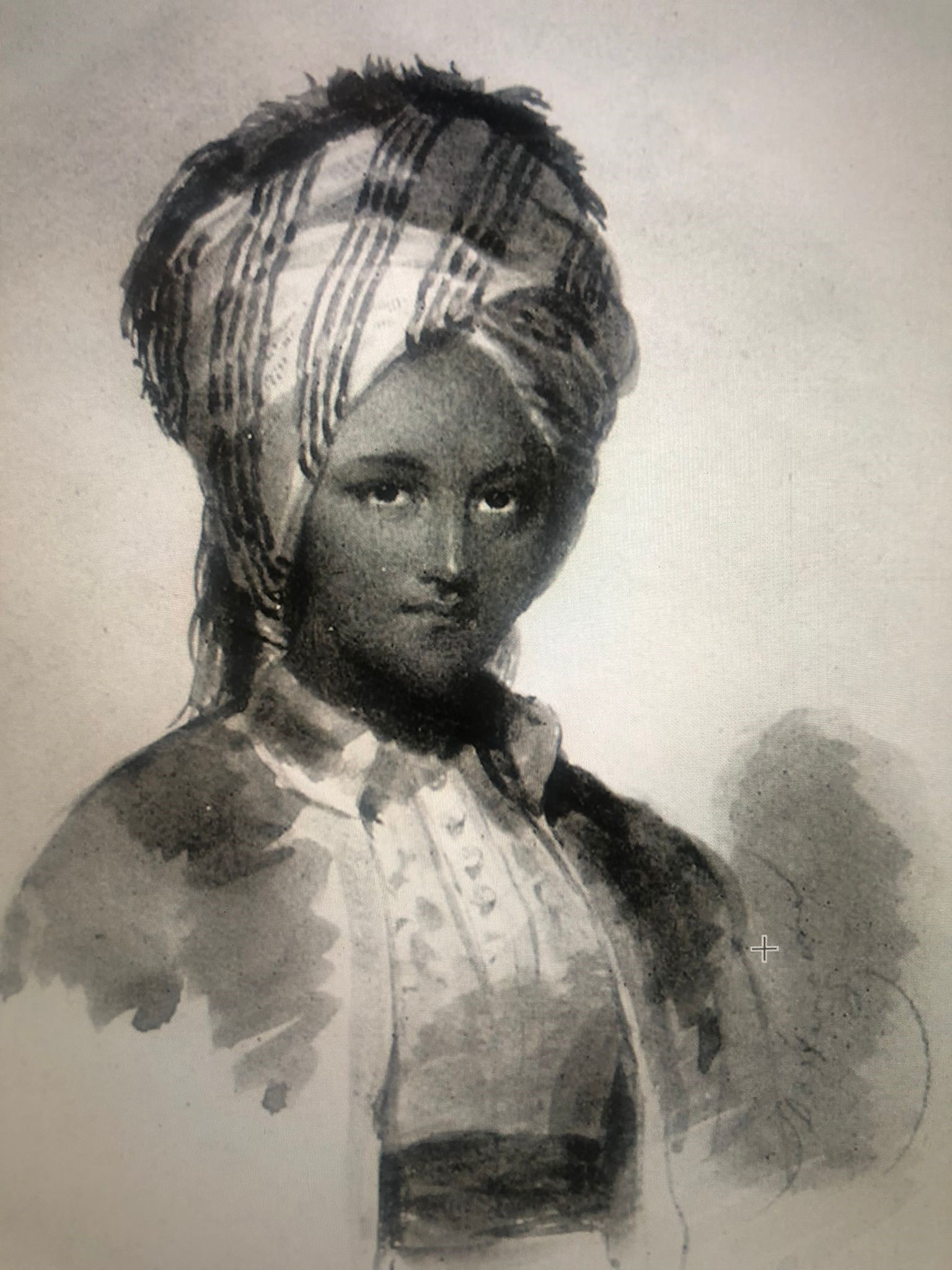
Machbuba († 1840)

### Machc
- Machcewicz, Paweł (* 1966), polnischer Historiker

### Mache
- Mache, Detlef H. (* 1960), deutscher Mathematiker
- Mâche, François-Bernard (* 1935), französischer Komponist
- Mache, Heinrich (1876–1954), österreichischer Physiker
- Mache, Karl (1880–1944), deutscher Politiker (SPD), MdR
- Machebeuf, Joseph Projectus (1812–1889), französischer römisch-katholischer Geistlicher
- Macheboeuf, Michel (1900–1953), französischer Biochemiker
- Macheco de Prémeaux, Jean-Chrétien de (1697–1771), französischer Geistlicher, Bischof von Périgueux
- Macheco de Prémeaux, Jean-François de (1692–1752), französischer Geistlicher, Bischof von Couserans
- Macheda, Federico (* 1991), italienischer Fußballspieler
- Machein, Georg Anton (1685–1739), deutscher Bildhauer und Holzschnitzer
- Macheiner, Dorothea (* 1943), österreichische Schriftstellerin
- Macheiner, Eduard (1907–1972), österreichischer Geistlicher, Erzbischof von Salzburg
- Macheiner, Judith (* 1939), deutsche Übersetzungswissenschaftlerin und Autorin
- Macheiner, Lisa (1914–1986), österreichische Schauspielerin
- Macheira, António (1933–1957), portugiesischer Schriftsteller
- Machek, Antonín (1775–1844), tschechischer Maler
- Machek, Václav (1925–2017), tschechoslowakischer Radrennfahrer
- Machel, Graça (* 1945), Politikerin, Aktivistin, Universitätspräsidentin, mosambikanisch-südafrikanische Präsidentengattin (verwitwet)Graça Machel (* 1945)

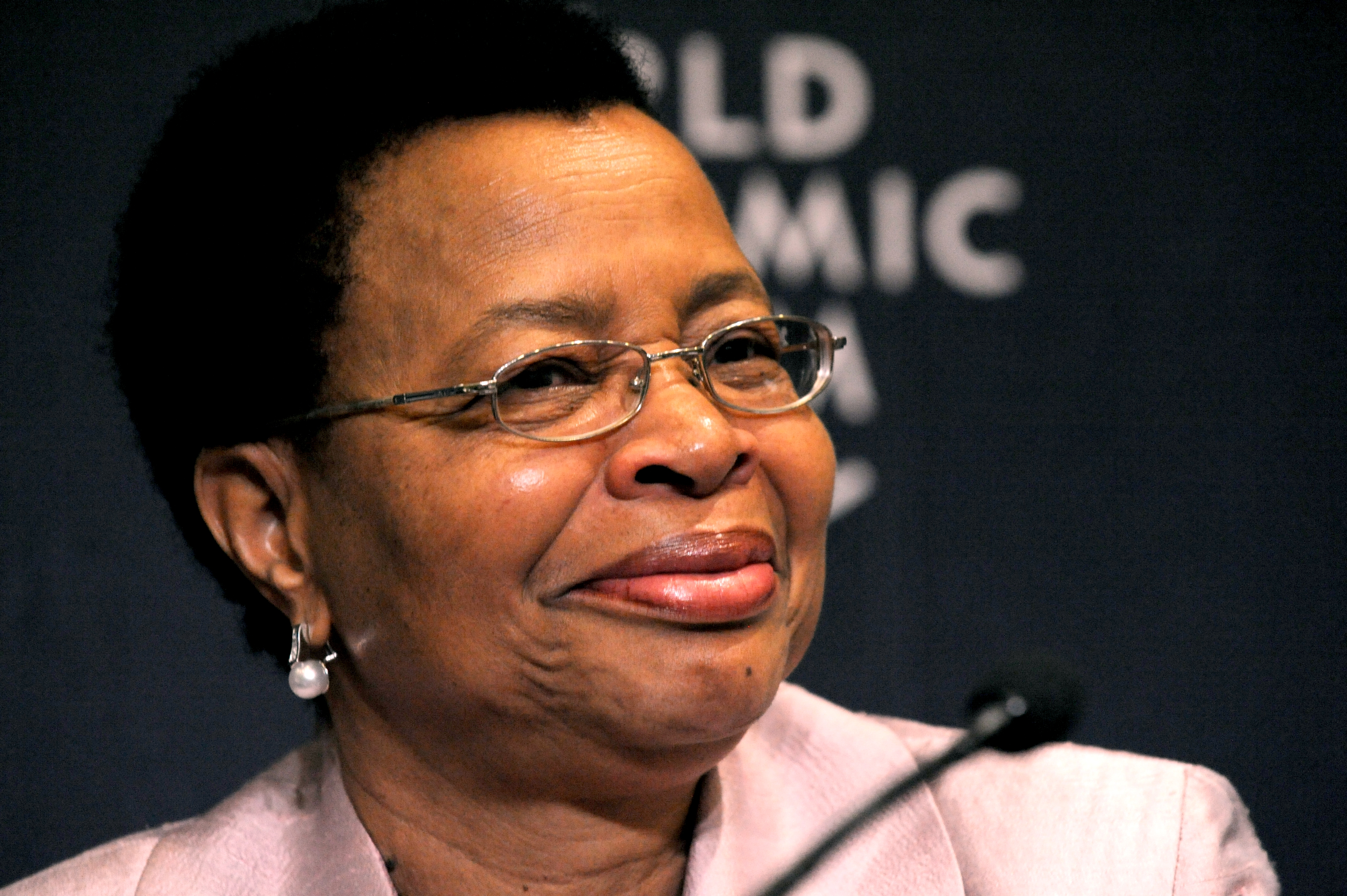
Graça Machel (* 1945)

- Machel, Inga (* 1986), deutsche Schriftstellerin
- Machel, Josina (1945–1971), mosambikanische Feministin und Widerstandskämpferin
- Machel, Samora (1933–1986), mosambikanischer StaatspräsidentSamora Machel (1933–1986)

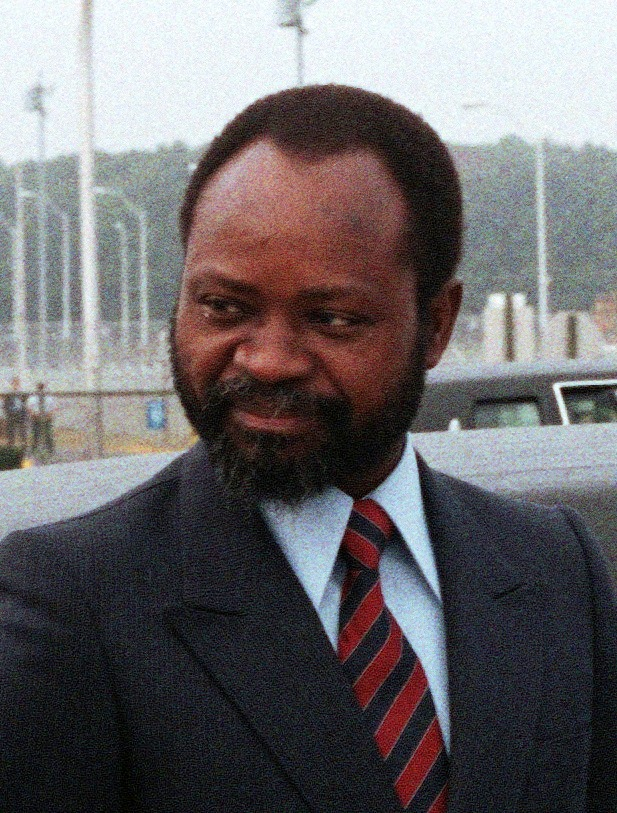
Samora Machel (1933–1986)

- Machel, Wolf-Dietger (* 1953), deutscher Eisenbahnhistoriker und Publizist
- Macheleid, Georg Heinrich (1723–1801), thüringischer Fabrikant
- Macheleidt, Jürgen (* 1941), deutscher Zahnmediziner und Sanitätsoffizier
- Machelett, Olaf (* 1986), deutscher Faustballer
- Machell, Charlie (* 1994), englischer Fußballspieler
- Machelm († 781), bajuwarischer Adliger
- Machemehl, Günter (1911–1970), deutscher Maler des Nachexpressionismus
- Machemehl, Paul (1845–1932), deutsch-texanischer Kriegsdienstverweigerer während des Sezessionskrieges
- Machemer, Gabriel (* 1977), deutscher Schriftsteller
- Machemer, Robert (1933–2009), deutschamerikanischer Ophthalmologe und Chirurg
- Machen, Arthur (1863–1947), walisischer Horror-Schriftsteller
- Machen, Eddie (1932–1972), US-amerikanischer Boxer
- Machen, Hervey (1916–1994), US-amerikanischer Politiker
- Machen, John Gresham (1881–1937), US-amerikanischer presbyterianischer Neutestamentler und Gründer des Westminster Theological Seminary
- Machen, Willis Benson (1810–1893), US-amerikanischer Politiker
- Machene, Königin, Gemahlin oder Mutter des Maues
- MacHenry, H., US-amerikanischer Segler
- Machens, Bruno (1895–1976), deutscher Vizeadmiral der Kriegsmarine
- Machens, Christel (1877–1941), deutscher Politiker (Zentrum), MdR
- Machens, Conrad (1856–1930), deutscher Südseekaufmann
- Machens, Eberhard (1929–2018), deutscher Geologe, Ministerialbeamter und Hochschullehrer
- Machens, Franziska (* 1984), deutsche SchauspielerinFranziska Machens (* 1984)

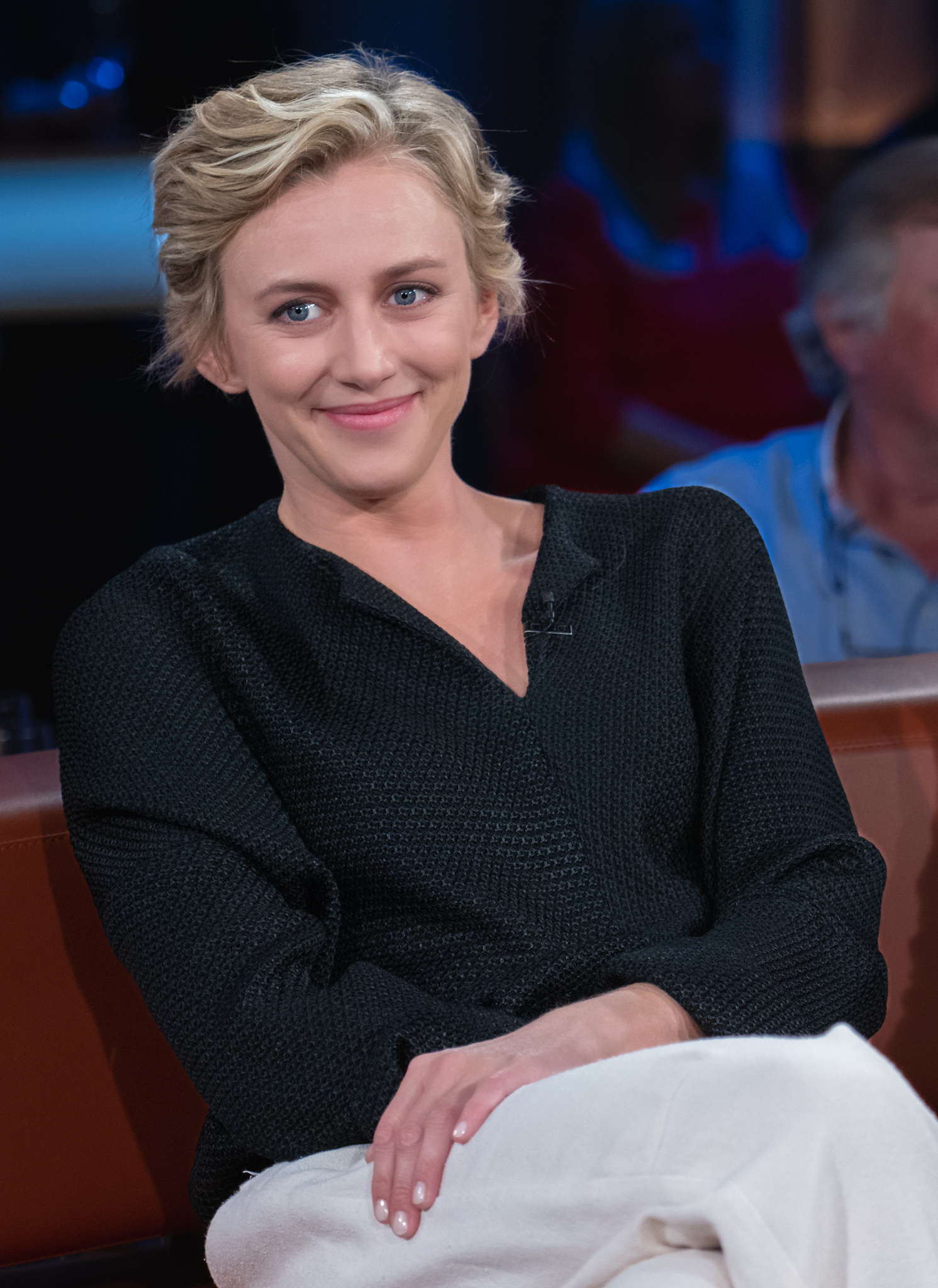
Franziska Machens (* 1984)

- Machens, Heinrich (1919–2001), deutscher römisch-katholischer Geistlicher, Weihbischof im Bistum Hildesheim
- Machens, Joseph Godehard (1886–1956), deutscher Bischof
- Machens, Klaus-Michael (* 1946), deutscher Politiker (CDU), MdL, Geschäftsführer des Zoo Hannover
- Machens, Kurt (* 1954), deutscher Politiker (CDU)
- Machens, Theodor (1861–1932), deutscher Verwaltungsjurist und Kommunalpolitiker
- Machenschalk, Josef (1936–2011), deutscher Eishockeyspieler
- Machenschalk, Rudolf (1928–2005), österreichischer Manager
- Macher, Claus (1946–2020), deutscher Zahnarzt und Stifter
- Macher, Egon (1924–2008), deutscher Mediziner
- Macher, Friedrich (* 1922), deutscher Gewerkschaftsfunktionär und Politiker (SED)
- Macher, Helena (* 1937), polnische Rennrodlerin
- Macher, Lukas (* 2002), österreichischer Fußballspieler
- Macher, Matthias (1793–1876), österreichischer Mediziner und Schriftsteller
- Macher, Maximilian (1882–1930), österreichischer Kraftballonführer und Militär
- Macher, Pascal (* 2001), österreichischer Fußballspieler
- Macher, Walter (1915–1993), österreichischer Politiker (ÖVP), Landtagsabgeordneter, Mitglied des Bundesrates
- Machère, Leon (* 1992), deutsch-albanischer Webvideoproduzent, Rapper und Schlagersänger
- Macherey, Heribert (* 1954), deutscher Fußballtorhüter und Fußballtrainer
- Macherey, Pierre (* 1938), französischer Philosoph
- Macherez, Jeanne (1852–1930), französische Krankenschwester und Kriegsheldin
- Macherot, Raymond (1924–2008), belgischer Comic-Autor und -Zeichner
- Machete, Rui (* 1940), portugiesischer Jurist und Politiker
- Macheth, Aed († 1186), schottischer Adliger und Rebell
- Macheth, Kenneth, schottischer Rebell
- Macheth, Malcolm, Earl of Ross († 1168), schottischer Adliger und Rebell

### Machf
- Machfar, Mohamed (* 1962), tunesischer islamischer Geistlicher

### Machh
- Machhammer, Helmut (* 1962), österreichischer Bildhauer
- Machhaus, Hugo (1889–1923), deutscher Kapellmeister und Journalist
- Machholz, Don Edward (1952–2022), US-amerikanischer Amateurastronom

### Machi
- Machi, Asuka (* 1994), japanischer Tischtennisspieler
- Machi, Carmen (* 1963), spanische Schauspielerin
- Machiavelli, Bernardo di Niccolò († 1500), Vater des Niccolò Machiavelli
- Machiavelli, Francesco Maria († 1653), italienischer Kardinal und Patriarch
- Machiavelli, Girolamo (1415–1460), italienischer Politiker
- Machiavelli, Niccolò (* 1449), Cousin und zeitgenössischer Namensvetter des namhaften Florentiner Philosophen, Politikers, Diplomaten, Geschichtsschreibers und Dichters Niccolò Machiavelli (1469–1527)
- Machiavelli, Niccolò (1469–1527), italienischer Philosoph, Politiker, Diplomat, Chronist, Schriftsteller und DichterNiccolò Machiavelli (1469–1527)

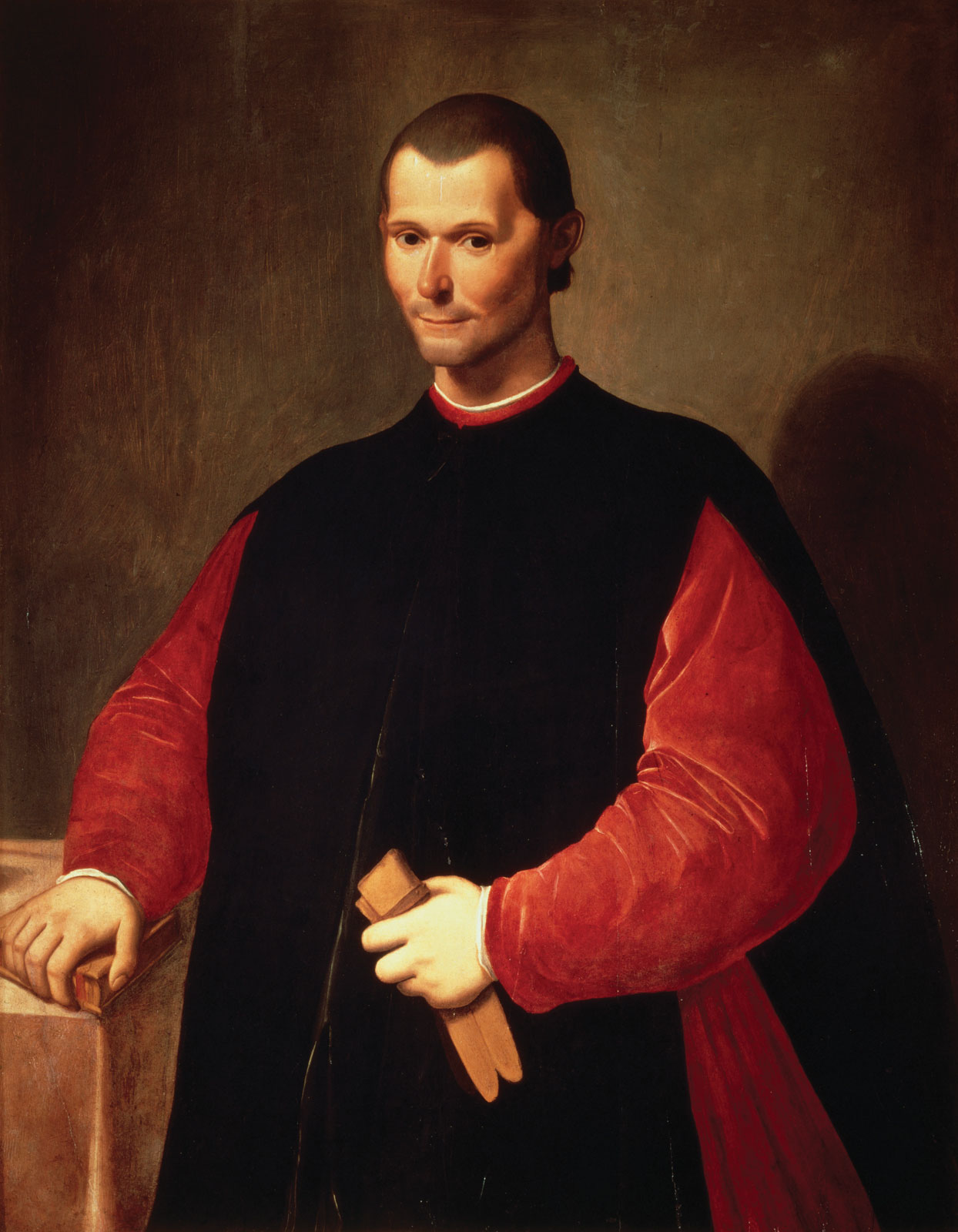
Niccolò Machiavelli (1469–1527)

- Machiavelli, Nicoletta (1944–2015), italienische Schauspielerin
- Machiavelli, Totto (* 1475), Bruder von Niccolò Machiavelli
- Machichim, Nixon Kipkoech (* 1983), kenianischer Marathonläufer
- Machida, Bright (* 1996), japanischer Fußballspieler
- Machida, Fumihiko (* 1969), japanischer Badmintonspieler
- Machida, Kō (* 1962), japanischer Schriftsteller
- Machida, Kōki (* 1997), japanischer FußballspielerKōki Machida (* 1997)

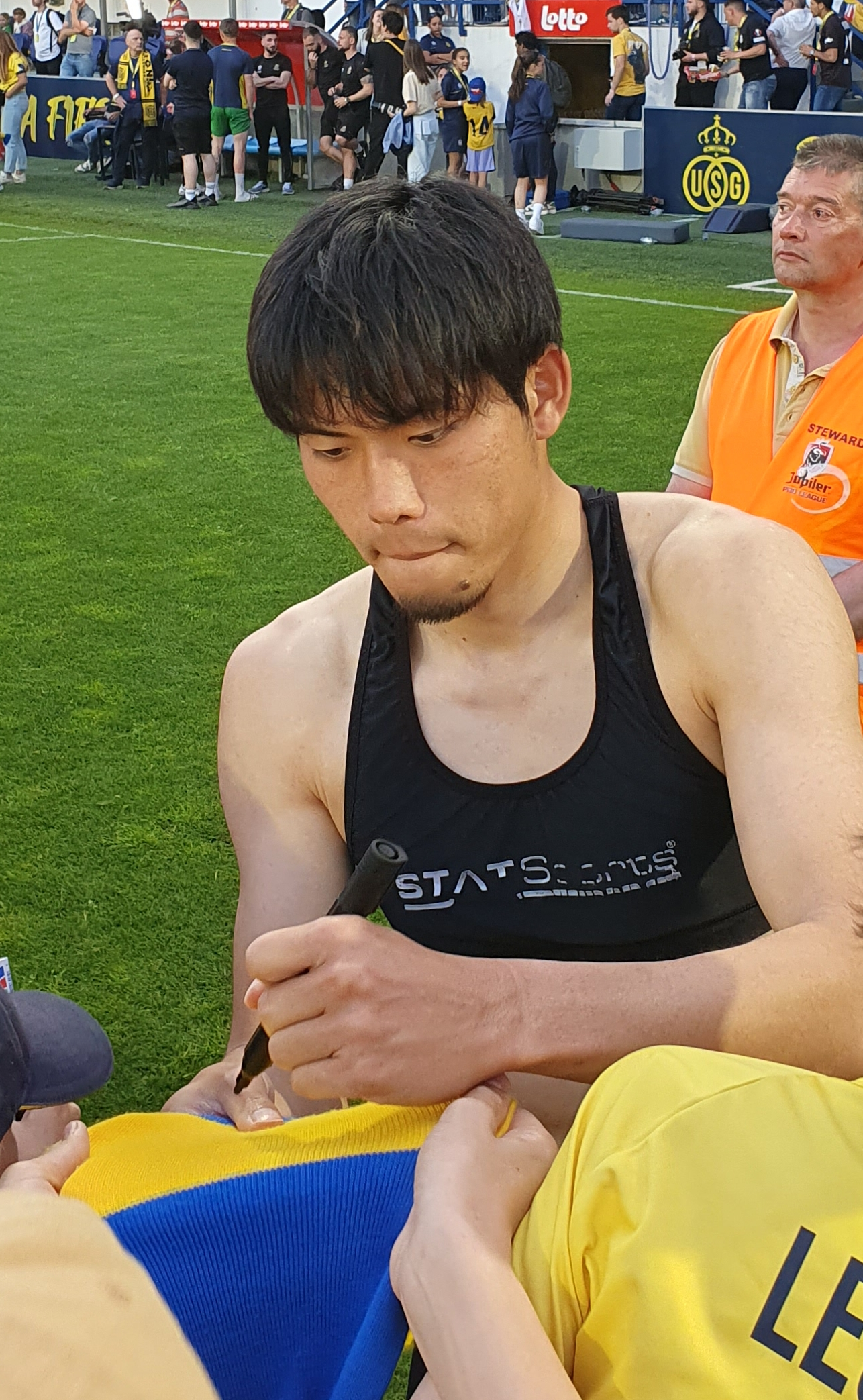
Kōki Machida (* 1997)

- Machida, Kyokukō (1879–1967), japanischer Maler der Nihonga-Richtung
- Machida, Lyoto (* 1978), brasilianischer Kampfsportler
- Machida, Tadamichi (* 1981), japanischer Fußballspieler
- Machida, Tamon (* 1982), japanischer Fußballspieler
- Machida, Tatsuki (* 1990), japanischer Eiskunstläufer
- Machida, Yamato (* 1989), japanischer Fußballspieler
- Machii, Hiroshi (* 1966), japanischer Freestyle-Skier
- Machii, Shōma (* 1990), japanischer Schauspieler
- Machijiri Kazumoto (1888–1950), japanischer Offizier, Generalleutnant der Kaiserlich-Japanischen Armee
- Máchik, Mária (1843–1895), österreichisch-ungarische Porträt-, Szenen- und Genremalerin
- Machilek, Franz (1934–2021), deutscher Historiker
- Machill, Marcel (* 1968), deutscher Wissenschaftler und Publizist
- Machimura, Nobutaka (1944–2015), japanischer Politiker
- Machín, Antonio (1908–1977), kubanischer Sänger
- Machin, Arnold (1911–1999), britischer Designer von Münzen und Briefmarken
- Machín, Cristian (* 1988), uruguayischer Fußballspieler
- Machin, Ernie (1944–2012), englischer Fußballspieler
- Machin, George (1922–1989), schottischer Politiker der Labour Party
- Machin, John (1680–1751), britischer Astronom und Mathematiker
- Machin, Paul René (1918–2003), französischer Dichter
- Machin, Peter (* 1973), australischer Dartspieler
- Machin, Roger (1926–2021), französischer Fußballschiedsrichter
- Machin, Tim N. (1822–1905), US-amerikanischer Politiker
- Machina, Antonina Wiktorowna (* 1958), sowjetische Ruderin
- Machine Gun Kelly (1895–1954), US-amerikanischer Gangster
- Machine Gun Kelly (* 1990), US-amerikanischer RapperMachine Gun Kelly (* 1990)

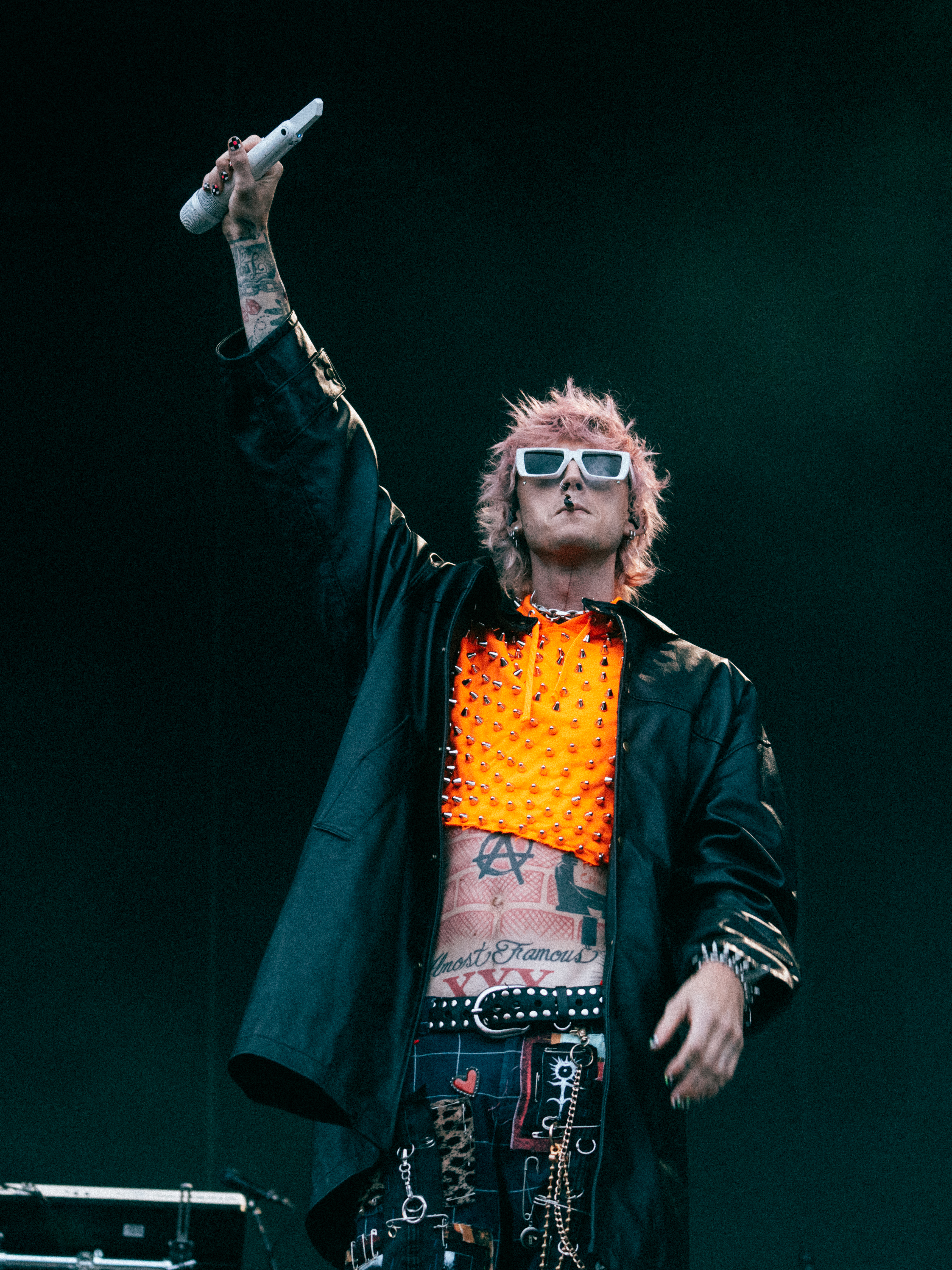
Machine Gun Kelly (* 1990)

- Machine, Joe (* 1973), britischer Maler, Dichter und Autor
- Machine, Lanroy (* 2005), französisch-kongolesischer Fußballspieler
- Machinek, Angelika (1956–2006), deutsche Segelfliegerin
- Machinek, Robert (* 1986), österreichischer Handballspieler
- Machiñena, Jorge (1936–2007), uruguayischer Politiker
- Machiñena, Martín, uruguayischer Politiker
- Machinja, Irma Georgijewna (* 2002), russische Skispringerin
- Machino, Shūto (* 1999), japanischer FußballspielerShūto Machino (* 1999)

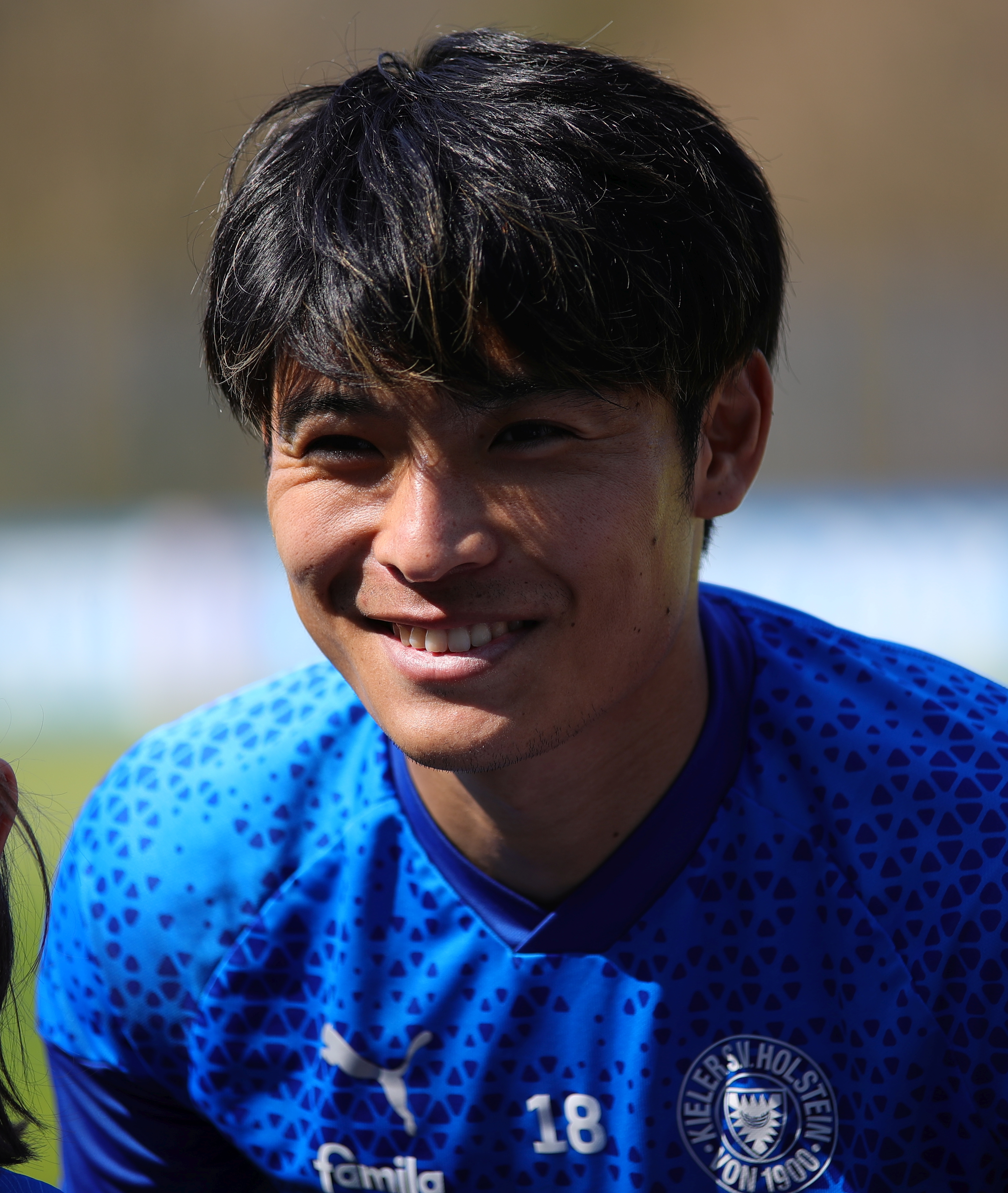
Shūto Machino (* 1999)

- Machińska, Hanna (* 1951), polnische Juristin und Menschenrechtsaktivistin
- Machir, James († 1827), US-amerikanischer Politiker
- Machito (1912–1984), kubanischer Musiker und Bandleader

### Machl
- Machl, Tadeusz (1922–2003), polnischer Komponist, Organist und Musikpädagoge
- Machlas, Nikolaos (* 1973), griechischer Fußballspieler
- Machleidt, Hans (1927–2019), deutscher Chemiker
- Machleidt, Ruprecht (1943–2023), deutsch-US-amerikanischer Physiker
- Machleidt, Wielant (* 1942), deutscher Psychiater und Psychoanalytiker
- Mächler, Albert (1868–1937), Schweizer Politiker
- Mächler, Daniel (* 1974), Schweizer Skeletonpilot
- Mächler, Erich (* 1960), Schweizer Radrennfahrer
- Mächler, Janine (* 2004), Schweizer Skirennfahrerin
- Machler, Kurt (1910–1942), deutscher Widerstandskämpfer gegen das NS-Regime
- Mächler, Marc (* 1970), Schweizer Politiker
- Mächler, Martin (1881–1958), schweizerisch-deutscher Architekt und Stadtplaner
- Mächler, Patrick (* 1972), Schweizer Skilangläufer
- Mächler, Robert (1909–1996), Schweizer Schriftsteller und Journalist
- Machline, Norberto (1943–2023), argentinischer Jazzmusiker (Piano, Vibraphon)
- Machline, Paulo (* 1967), brasilianischer Filmregisseur, Drehbuchautor und Produzent
- Machliss, Paul (* 1972), australischer Filmeditor
- Machluf, Anisa (1930–2016), syrische Frau des Präsidenten Hafiz al-Assad und First Lady des StaatesAnisa Machluf (1930–2016)

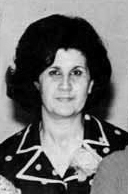
Anisa Machluf (1930–2016)

- Machluf, Rami (* 1969), syrischer Geschäftsmann
- Machluf, Scharbel (1828–1898), Mönch und Heiliger der katholischen KircheScharbel Machluf (1828–1898)

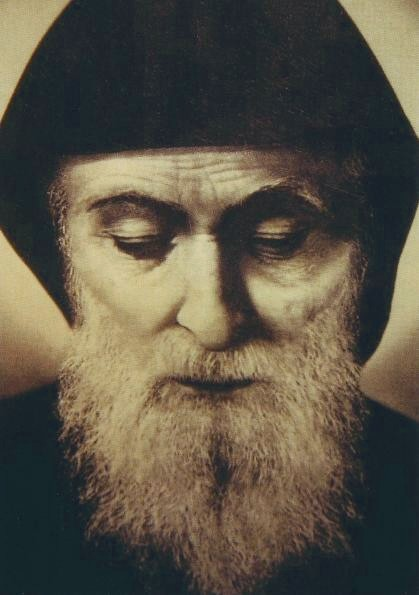
Scharbel Machluf (1828–1898)

- Machlup, Fritz (1902–1983), austroamerikanischer Nationalökonom
- Machlup, Stefan (1927–2008), österreichisch-amerikanischer Physiker
- Machluto (1875–1956), armenischer General und Widerstandskämpfer während des Völkermordes an den Armeniern

### Machm
- Machmer, Charlotte (1905–1997), österreichische Sprinterin, Hürdenläuferin und Mittelstreckenläuferin
- Machmud von Astrachan, Gründer des Khanats von Astrachan
- Machmud, Amir (1923–1995), indonesischer Politiker und General
- Machmudow, Akdschol (* 1999), kirgisischer Ringer
- Machmudow, Iskander Kachramonowitsch (* 1963), russisch-usbekischer Manager

### Machn
- Machne, Helga (* 1938), österreichische Politikerin (ÖVP), Abgeordneter zum Nationalrat
- Machneu, Wadsim (* 1979), belarussischer Kanute
- Machnewa, Marharyta (* 1992), belarussische Kanutin
- Machnig, Matthias (* 1960), deutscher Politiker (SPD)
- Machnig, Rudolf (1917–1968), deutscher Politiker (SPD), MdL Bayern und Oberbürgermeister von Memmingen
- Machnik, Georg (* 1935), deutscher Pathologe
- Machnizkyj, Oleh (* 1970), ukrainischer Politiker
- Machno, Inna (* 1994), ukrainische Beachvolleyballspielerin
- Machno, Iryna (* 1994), ukrainische Beachvolleyballspielerin
- Machno, Nestor (1888–1934), ukrainischer AnarchistNestor Machno (1888–1934)

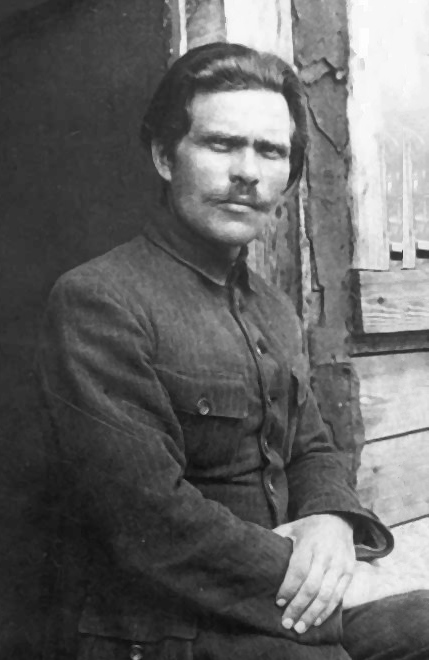
Nestor Machno (1888–1934)

- Machno, Serhij (* 1981), ukrainischer Architekt, Designer und Künstler
- Machno, Wassyl (* 1964), ukrainischer Schriftsteller, Dichter, Essayist und Übersetzer
- Machnow, Emy (1897–1974), schwedische Schwimmerin
- Machnowez, Wladimir Petrowitsch († 1921), russischer Theoretiker des Ökonomismus und Revolutionär
- Machnutin, Wladimir Wladimirowitsch (* 1987), russischer Rennrodler

### Macho
- Macho, Fritz (1899–1974), österreichischer Fotograf
- Macho, Jürgen (* 1977), österreichischer Fußballtorhüter
- Macho, Michal (* 1982), slowakischer Eishockeyspieler
- Macho, Rudolf (1885–1948), österreichischer Politiker (CSP), Landtagsabgeordneter
- Macho, Thomas (* 1952), österreichischer Kunsthistoriker, Professor für Kulturgeschichte
- Macho, Thomas (* 1959), deutschsprachiger TV-Produzent, Regisseur und Autor
- Machol, Alfred (1875–1937), deutscher Chirurg
- Machold, Jorge (1940–2015), deutscher Künstler
- Machold, Joseph (1824–1889), österreichischer Maler und Illustrator
- Machold, Reinhard (1879–1961), österreichischer Politiker (SDAPÖ, SPÖ), Mitglied des Bundesrates
- Machold, Uwe (* 1961), deutscher Fußballspieler
- Macholda, Petr (* 1982), deutsch-tschechischer Eishockeyspieler
- Macholz, Siegfried (1890–1975), deutscher Generalleutnant im Zweiten Weltkrieg
- Macholz, Waldemar (1876–1950), evangelischer Theologe
- Machon, Annie (* 1968), britische Spionin, WhistleblowerinAnnie Machon (* 1968)

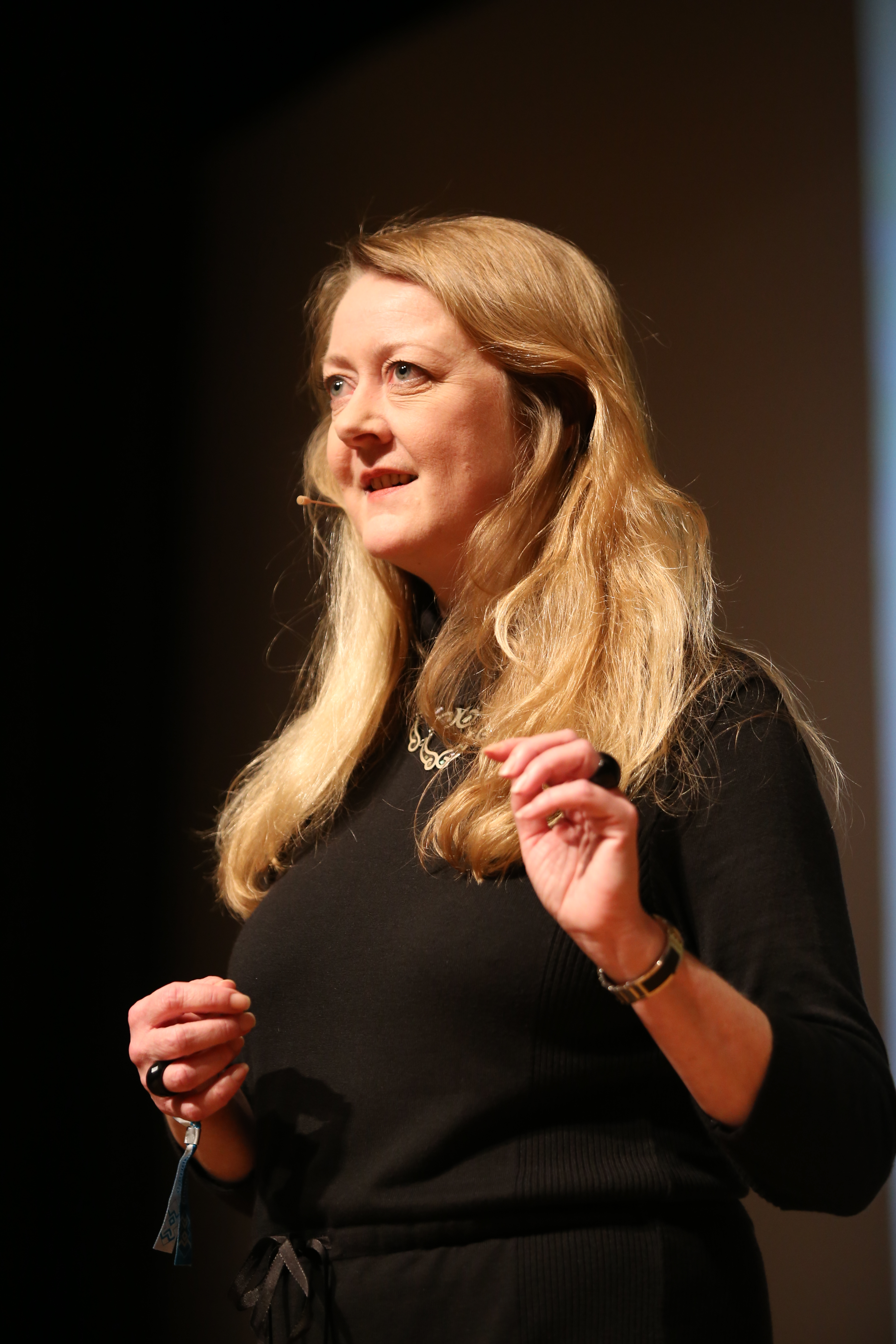
Annie Machon (* 1968)

- Machon, Charles (1893–1944), britischer Schriftsetzer und Widerstandskämpfer
- Machon, Karen (* 1944), US-amerikanische Schauspielerin
- Machon, Max (1894–1971), deutscher Jockey, Boxtrainer, Boxmanager und Boxfunktionär
- Machonet, britischer Sportschütze
- Machonin, Iwan Iwanowitsch (1885–1973), russisch-sowjetischer Flugzeugkonstrukteur und Erfinder
- Machonin, Pavel (1927–2008), tschechoslowakisch-tschechischer Soziologe
- Machonin, Sergej (1918–1995), tschechoslowakischer Theaterkritiker, Literaturkritiker, Publizist und Redakteur, Dramaturg und Übersetzer
- Machoninová, Věra (* 1928), tschechoslowakisch-tschechische Architektin
- Machorin, Wiktor Pawlowitsch (1948–1993), sowjetischer Handballspieler
- Machorius de Hynt, Domherr in Münster
- Machos, Ferenc (1932–2006), ungarischer Fußballspieler
- Machotková, Marcela (1931–2021), tschechoslowakische Opernsängerin (Sopran)
- Máchová, Karla (1853–1920), böhmische Politikerin
- Machovec, Jaroslav (* 1986), slowakischer Fußballspieler
- Machovec, Milan (1925–2003), tschechoslowakischer Philosoph
- Machovenko, Jevgenij (* 1971), litauischer Rechtshistoriker
- Machow, Biljal Walerjewitsch (* 1987), russischer Ringer
- Machowecz, Martin (* 1988), deutscher Journalist
- Machowiak, Hans, deutscher Schauspieler, Theaterregisseur und Sprecher
- Machowicz, Richard (1965–2017), US-amerikanischer Fernsehmoderator
- Machowski, Nils (* 2004), deutscher Basketballspieler
- Machowski, Sebastian (* 1972), deutscher BasketballtrainerSebastian Machowski (* 1972)

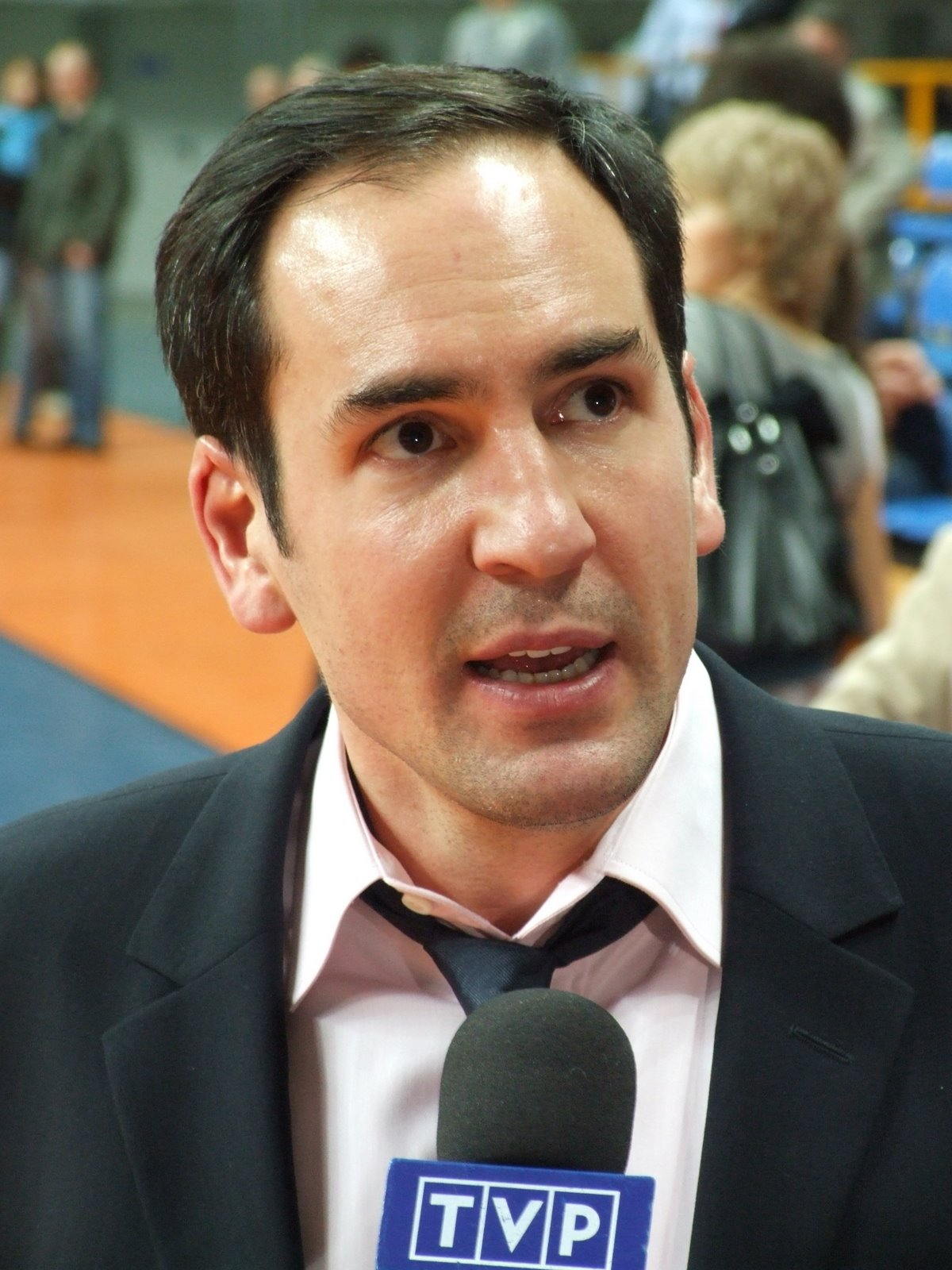
Sebastian Machowski (* 1972)

### Machr
- Machraoui, Abderrahman (* 1948), deutscher Kardiologe
- Machreich, Patrick (* 1980), österreichischer Eishockeytorwart
- Machrossenka, Sachar (* 1991), belarussischer Hammerwerfer
- Machrowicz, Thaddeus M. (1899–1970), US-amerikanischer Politiker
- Machrowskaja, Alexandra Wiktorowna (1917–1997), sowjetisch-russische Architektin, Stadtplanerin und Städtebauerin

### Machs
- Machsum, Nusratullo (1881–1937), tadschikischer Politiker

### Macht
- Macht, Gabriel (* 1972), US-amerikanischer SchauspielerGabriel Macht (* 1972)

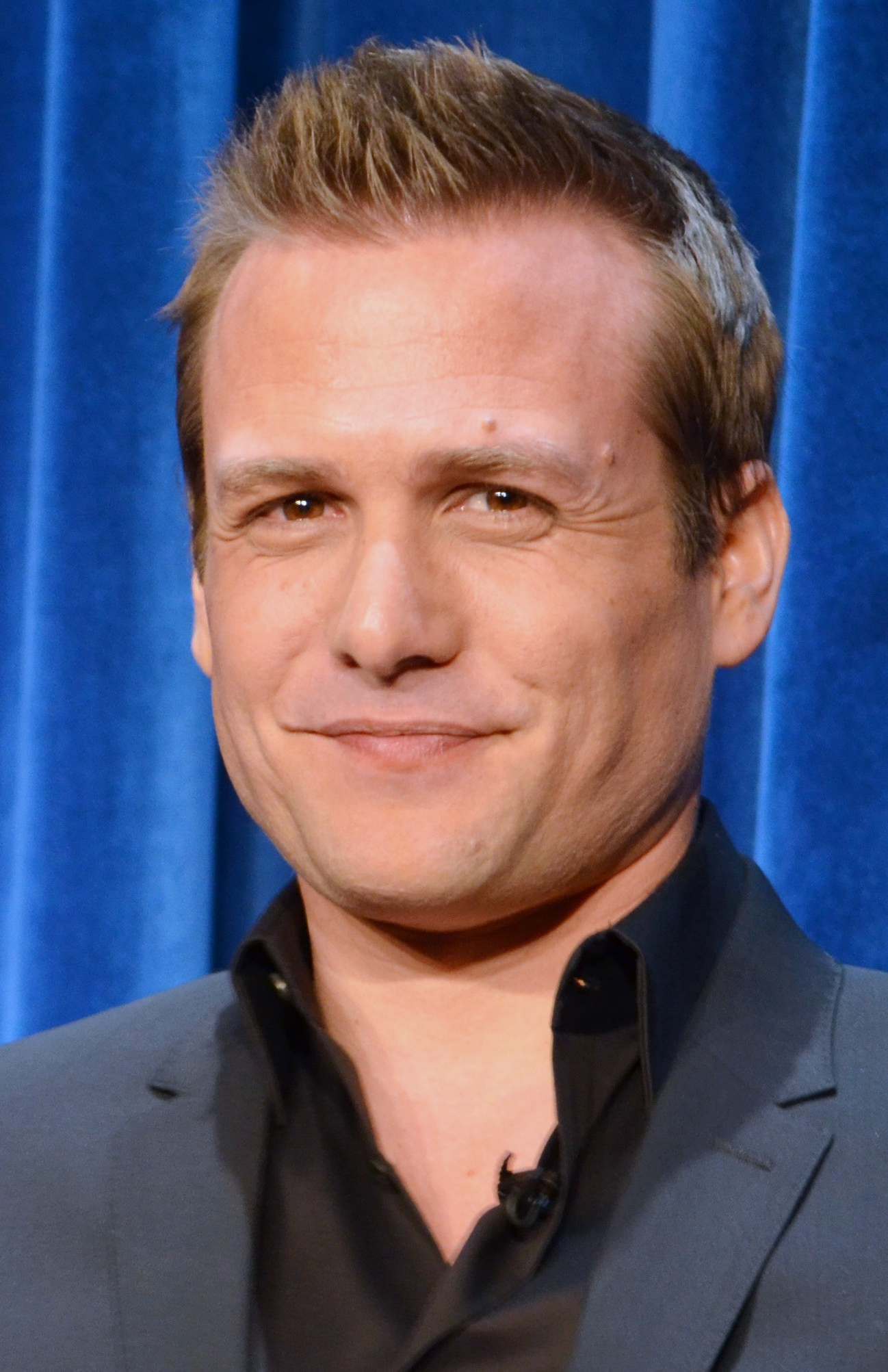
Gabriel Macht (* 1972)

- Macht, Konrad (* 1938), deutscher Anglist, Didaktiker und Hochschullehrer
- Macht, Michael (* 1960), deutscher Manager, Vorstandsvorsitzender des Unternehmens Porsche
- Macht, Sascha (* 1986), deutscher Autor
- Macht, Stephen (* 1942), US-amerikanischer Schauspieler
- Macht, Vera (1920–2020), deutsche Malerin
- Machtan, Lothar (* 1949), deutscher Historiker und Sachbuchautor
- Machtas, Aleksandras (1892–1973), litauischer Schachspieler
- Machtemes, Walter (* 1949), deutscher Philosoph, Medizinsoziologe und Psychotherapeut
- Machtens, Edmond (1902–1978), belgischer Politiker
- Machtens, Pauline (* 2002), deutsche Fußballspielerin
- Machtholf, Gottlieb Friedrich (1735–1800), württembergischer lutherischer Pfarrer
- Mächtig, Hermann (1837–1909), deutscher Gartenarchitekt, Stadtgartendirektor in Berlin
- Mächtig, Julia (* 1986), deutsche Siebenkämpferin
- Mächtig, Margitta (* 1956), deutsche Politikerin (PDS, Die Linke), MdL
- Mächtig, Saša (* 1941), jugoslawischer bzw. slowenischer Architekt
- Machtley, Ronald (* 1948), US-amerikanischer Politiker
- Machtlinger, Erwin (* 1965), österreichischer Motocross-Fahrer
- Mächtlinger, Otto (1921–1985), deutscher Schauspieler
- Machtolf von Gültstein, Ritter in Gültstein
- Machts, Hans (* 1911), deutscher Fußballspieler
- Machts, Horst (* 1932), deutscher FDJ-Funktionär und Abteilungsleiter der DDR-Staatssicherheit
- Machts, Inge (1909–1999), deutsche Leichtathletin und Sportfunktionärin

### Machu
- Machuca, Anggello (* 1984), paraguayischer Fußballspieler
- Machuca, Juan (* 1951), chilenischer Fußballspieler
- Machuca, Luis (1920–1993), chilenischer Fußballspieler
- Machuca, Manuel (1924–1985), chilenischer Fußballspieler
- Machuca, Pedro († 1550), spanischer Maler und Architekt
- Machuel, Emmanuel (* 1934), französischer Kameramann
- MacHugh, Patrick (* 1992), schottischer Badmintonspieler
- Machui, Artur von (1904–1971), deutscher Agrarexperte und Publizist
- Machuka, Josephat (* 1973), kenianischer Langstreckenläufer
- Machule, Dittmar (* 1940), deutscher Architekt, Stadtplaner, Bauforscher und Hochschullehrer
- Machule, Martin (1899–1981), deutscher Botaniker, Bankbeamter und österreichischer Autor
- Machulik, Stephan (* 1972), deutscher Politiker (SPD), MdA
- Machulla, Maik (* 1977), deutscher Handballspieler und -trainerMaik Machulla (* 1977)

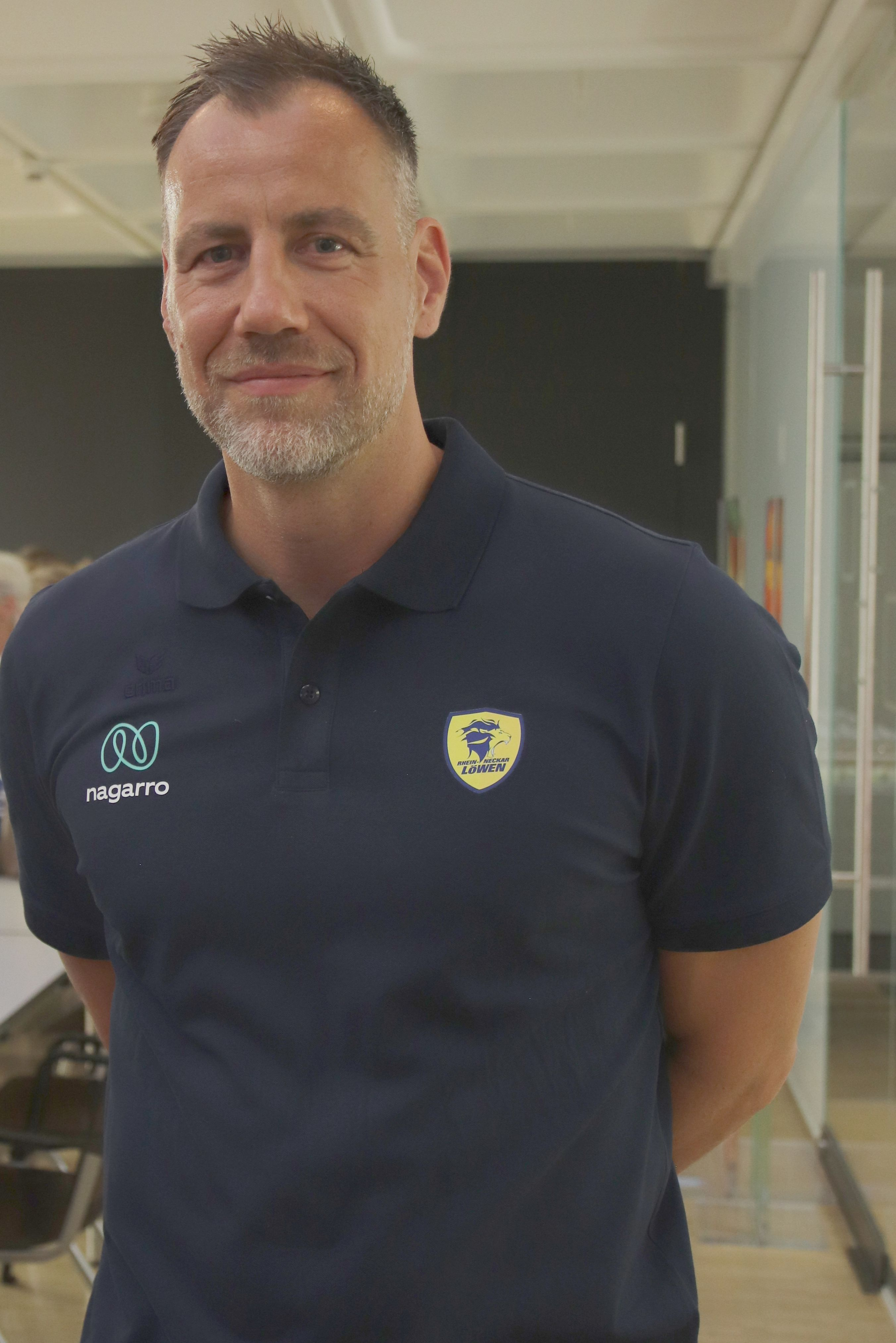
Maik Machulla (* 1977)

- Machulla, Martina (* 1962), deutsche Politikerin (CDU)
- Machulski, Jan (1928–2008), polnischer Schauspieler und Theaterregisseur
- Machulski, Juliusz (* 1955), polnischer Filmregisseur, Drehbuchautor und Filmproduzent
- Machungo, Mário Fernandes da Graça (1940–2020), mosambikanischer Premierminister
- Machunze, Erwin (1911–1982), österreichischer Politiker (NSDAP, ÖVP), Abgeordneter zum Nationalrat
- Machura, Lothar (1909–1982), österreichischer Museumskurator und Naturschützer
- Machura, Remigius (* 1960), tschechoslowakischer Leichtathlet
- Machuron, Alexis, französischer Mechaniker und Autor
- Machus, Karl (1884–1944), deutscher Filmarchitekt
- Machutus, walisisch-bretonischer Heiliger

### Machw
- Machwerk, Matthias (* 1968), deutscher Autor und Kabarettist
- Machwirth, Adina (* 2005), deutsche Taekwondoin
- Machwirth, Hans Jürgen (* 1939), deutscher Winzer und Politiker (CDU), MdL Rheinland-Pfalz
- Machwirth, Johann (1890–1943), Aktivist in der separatistischen Bewegung um die Staatsgründung einer Rheinischen Republik und Widerstandskämpfer gegen den Nationalsozialismus
- Machwirth, Liselotte (1910–1937), deutsche, nationalsozialistische Hochschulfunktionärin
- Machwitz, Erhart von, deutscher Adliger und Amtmann
- Machwitz, Sander, Deutschordensritter und Landvogt der Neumark

### Machy
- Machy, Monsieur de, französischer Gambist und Komponist
- Machyniak, Ľubomír (* 1971), slowakischer und tschechischer Biathlet
- Machyniaková, Veronika (* 1997), slowakische Biathletin
- Machynka, Josef (* 1957), österreichischer Kunstmaler